# Disque de Phaistos
Le disque de Phaistos ou disque de Phaestos est un disque d'argile cuite découvert en 1908 par l'archéologue italien Luigi Pernier sur le site archéologique du palais minoen de Phaistos, en Crète. Il pourrait dater du milieu ou de la fin de l'âge du bronze minoen (IIe millénaire). Son diamètre est d'environ seize centimètres et il est couvert, sur ses deux faces, de hiéroglyphes imprimés à l'aide de poinçons. En tout, ce sont 241 signes, dont 45 différents, qui recouvrent le disque, en formant une spirale partant de l'extérieur vers le centre de l'objet. Son usage, sa signification et même son lieu de fabrication font l'objet d'âpres discussions. À ce jour, aucun autre objet similaire n'a été retrouvé.
De nombreuses théories entourent ce disque, quant à sa provenance, son utilisation ou sa signification. Alors qu'il n'est pas encore certain qu'il s'agisse d'un texte, la plupart des chercheurs penchent pour cette hypothèse, certains d'entre eux ayant proposé des déchiffrements ou des traductions. Mais l'absence d'objets similaires permettant de confronter leurs théories ne permet pas à ce jour de valider ces hypothèses.
Bien que l'authenticité du disque soit généralement admise, certains chercheurs avancent l'hypothèse qu'il puisse s'agir d'un faux.
Le disque original est exposé au musée archéologique d'Héraklion.

## Présentation

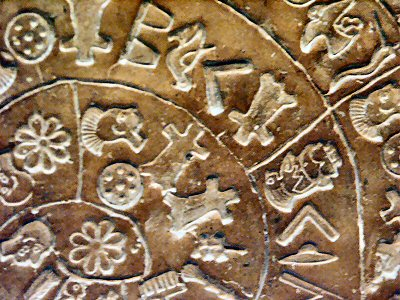
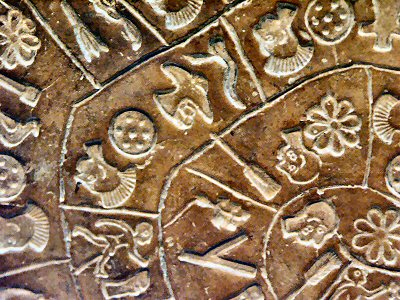
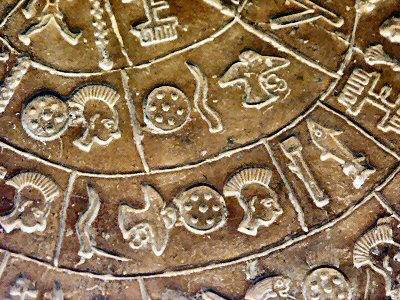
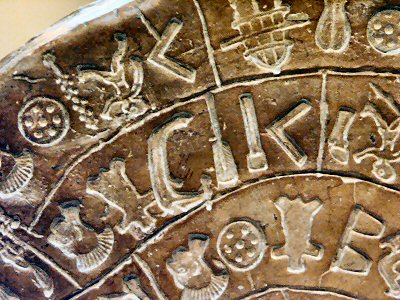

Le disque de Phaistos mesure 16 cm de diamètre et 1,2 cm d'épaisseur. Il a été daté par la connaissance de la date de destruction du site où il a été retrouvé.
Les deux faces du disque portent 241 signes, dont 122 sur la face A et 119 sur la face B. On dénombre 45 signes différents, arrangés en 61 séquences de deux à sept signes. On ne note que deux séquences identiques, probablement le nom d'un personnage, d'un lieu ou d'une titulature.

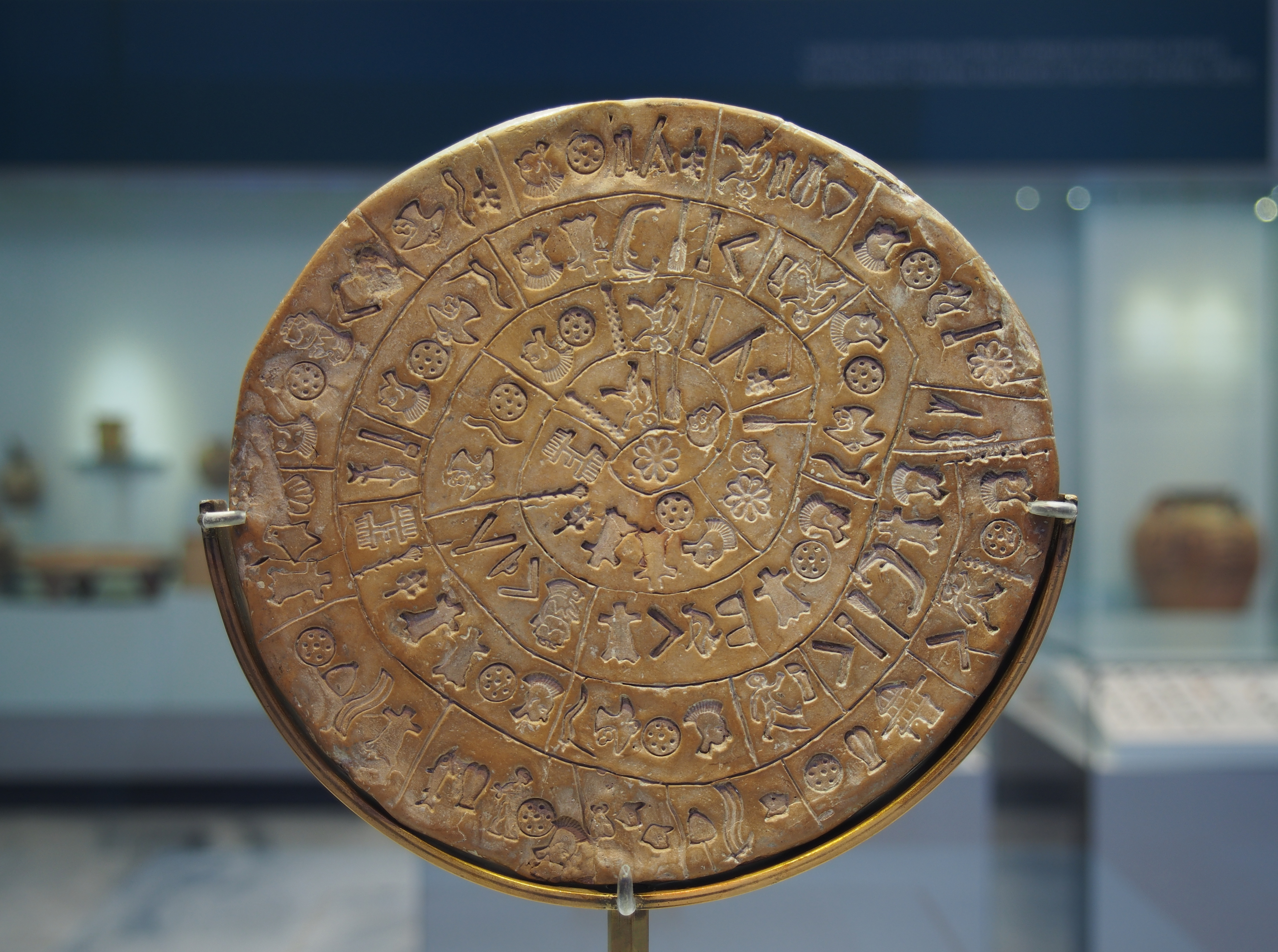
Face A.
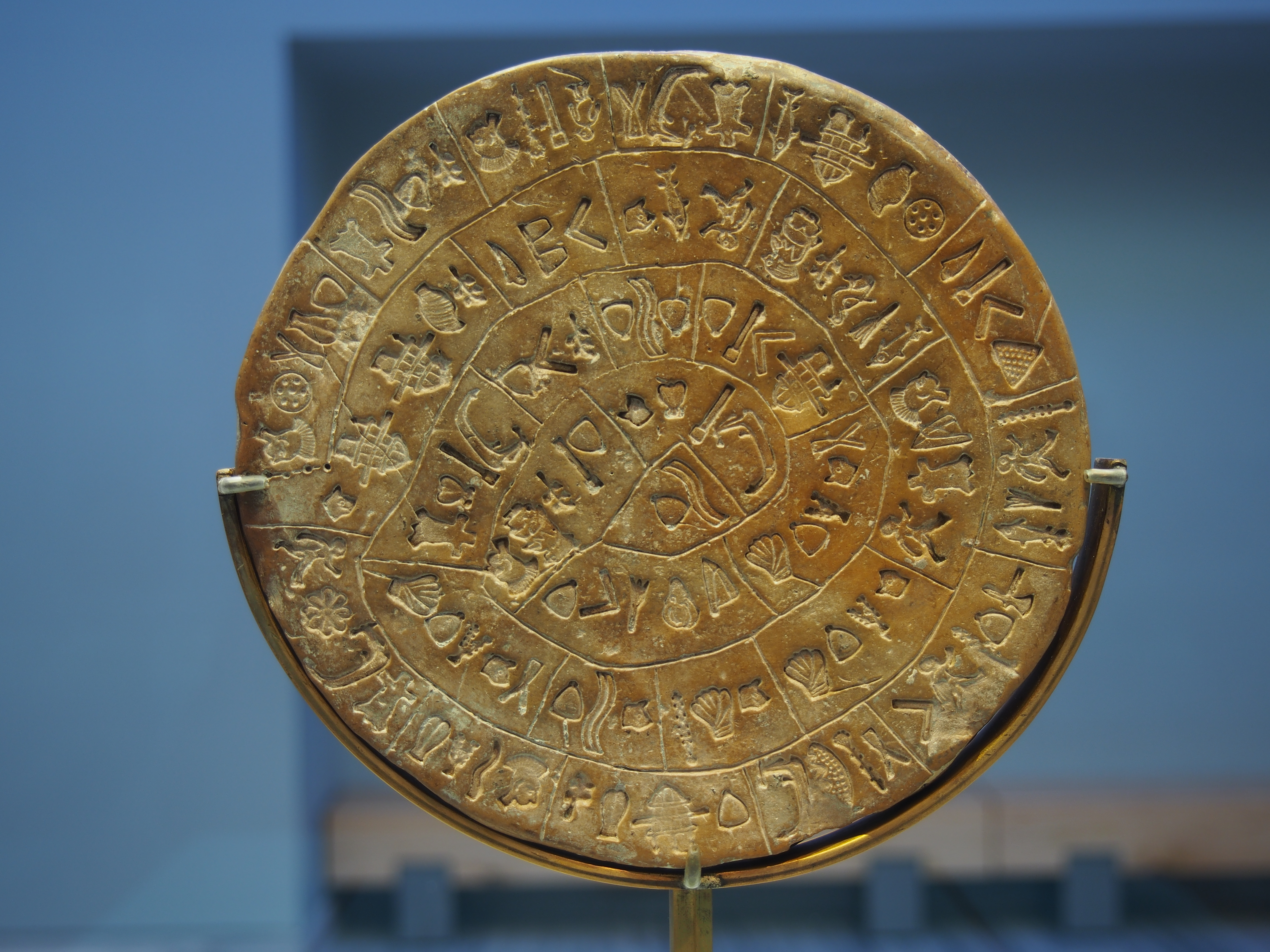
Face B.
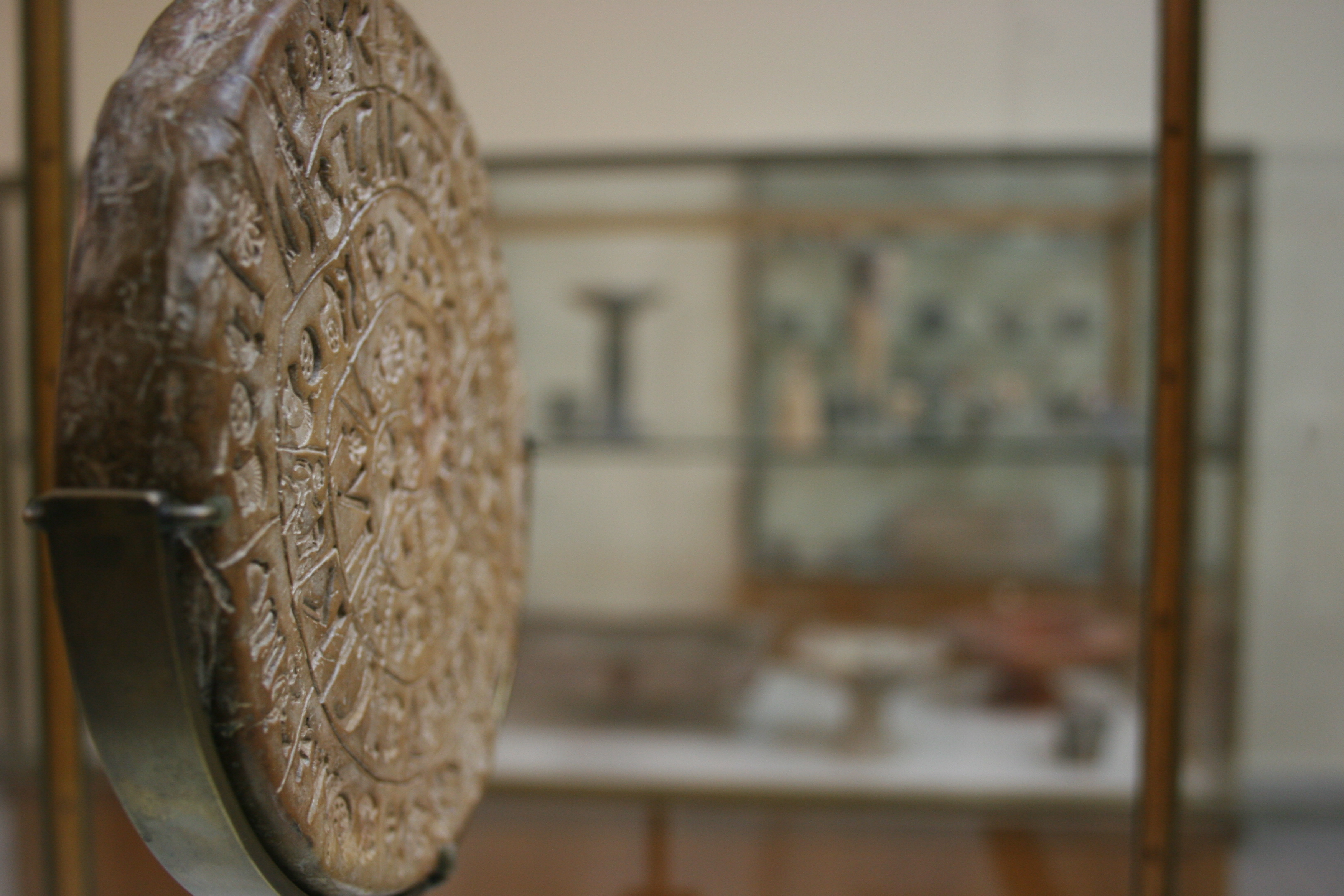
Tranche, vue latérale.

### Découverte

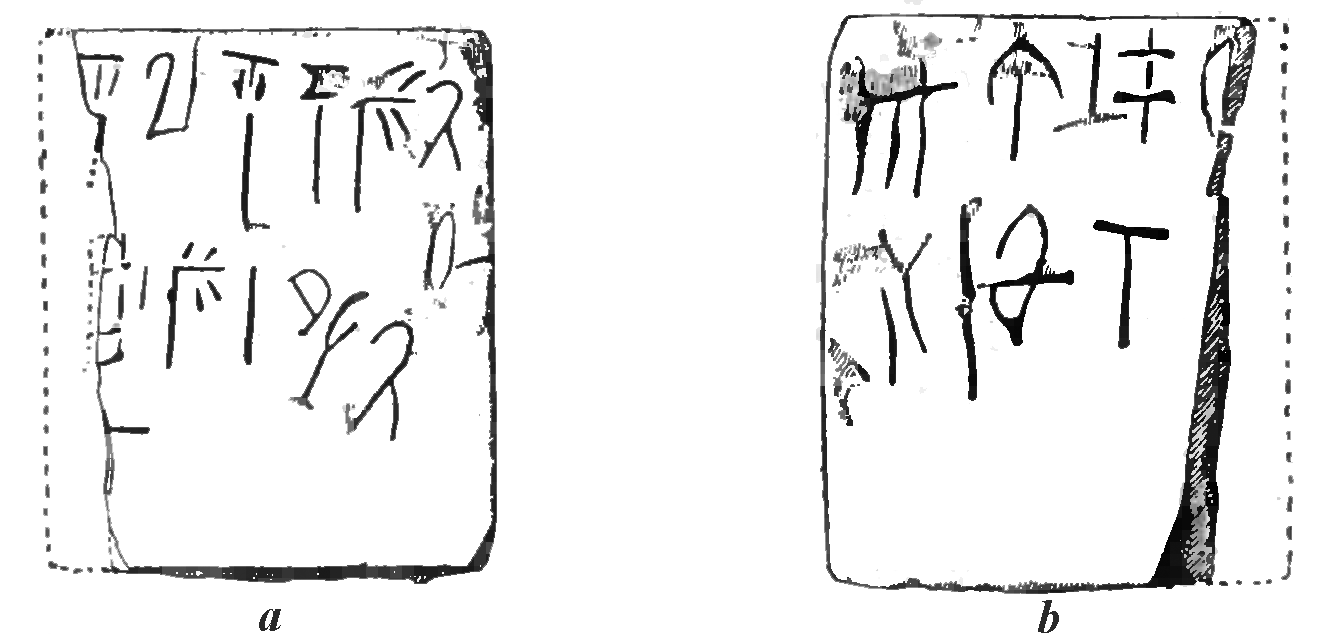
La tablette en linéaire A découverte en même temps que le disque.

Le site de Phaistos est sondé par Federico Halbherr et Antonio Taramelli en 1894, en ouvrant quelques tranchées sur le flanc sud de la colline de Phaistos. Sous les murs de l'époque hellénistique, encore visibles à la surface, ils butent sur une décharge contenant beaucoup de tessons de poterie minoenne. Mais le projet de lancer des fouilles systématiques est lancé en 1899 avec la création de la mission italienne de Crète. Les fouilles commencent au printemps 1900, quelques semaines seulement après le lancement des fouilles d'Arthur John Evans à Cnossos. Les fouilles avancent très rapidement : au nord-est du site, elles aboutissent à la paroi septentrionale de la pièce 88 et au mur qui forme la limite est du corridor 87. L'angle extérieur dessiné par les murs en question est couvert de roches calcaires. Des déblais partent de ces roches et s'étendent jusqu'à la limite nord-est de la colline.
En 1900-1901, Luigi Pernier ouvre le premier des sondages dans cette partie du site, pendant lesquels il découvre des restes hellénistiques. En 1903, il pratique un autre sondage et met au jour des restes plus anciens dont la plupart remontent au minoen moyen. Les constructions situées dans cette zone sont nettement coupées du reste des constructions palatiales et Pernier les relègue au rang de dépendances : c'est pourquoi leur fouille systématique n'intervient pas tant que le complexe palatial n'est pas entièrement exploré. Cependant, un beau pavement en stuc, un pilier quadrangulaire et une colonne sont des indices signifiant de manière certaine que ces bâtiments devaient avoir une quelconque importance. On note aussi des dalles d'argile, disposées à peu de distance les unes des autres et qui affleurent du sol. C'est là que Pernier fait un nouveau sondage en 1908. Ces dalles d'argile sont en réalité des parois séparant cinq petits compartiments alignés d'ouest en est et enchâssés au sein d'une double rangée de murs fermée par des blocs de calcaire équarris disposés de manière irrégulière. Ces compartiments pratiquement vides ne permettent pas à Pernier de déterminer leur finalité. Mais à l'est du cinquième compartiment, un autre local, appelé chambre 8 et mesurant 1,15 m sur 3,40 m, mieux conservé, doit permettre d'expliquer la finalité de l'ensemble.
Le 3 août 1908, dans l'angle nord-ouest du petit compartiment, à environ cinquante centimètres au-dessus du fond rocheux, parmi des restes de terre noire mêlée à de la cendre, des charbons et des tessons, les archéologues découvrent le disque de Phaistos. Et à quelques centimètres plus au sud-est, pratiquement à la même profondeur, on trouve une tablette en linéaire A.
Le disque de Phaistos est retrouvé posé sur le sol, en position oblique, incliné vers le nord, la face supérieure étant celle qui en son centre présente une rosette. La couche de terre dans laquelle repose le disque remplit trous et aspérités du fond rocheux, mais ne semble pas former un sol, car la terre n'est ni battue ni compacte et contient, tant au niveau du disque que dans les couches inférieures, des tessons appartenant à la même époque.
|  |  |

#### Authenticité contestée
L'authenticité de cet objet est régulièrement mise en cause. Toutefois, la plupart des spécialistes, se fondant sur les rapports de fouilles de Luigi Pernier, considèrent ce document comme authentique. Cette hypothèse a été renforcée par la découverte, en 1934, par Spyridon Marinatos, de la hache d'Arkalochori, qui comporte des gravures de signes qui ne sont pas identiques à ceux du disque, mais assez similaires sans atteindre la même régularité.
L'éventualité qu'il puisse s'agir d'un faux a été soulevée par certains chercheurs. La plupart d'entre eux pensent que le disque aurait été réalisé en 1908,,, date de sa découverte. Pour Jérôme M. Eisenberg, Luigi Pernier aurait créé ce disque, car il ne trouvait pas de pièce majeure sur le site de Phaistos et voulait à la fois remotiver ses équipes et faire une découverte lui permettant d'égaler les découvertes de Halbherr à Gortyne. Certains estiment cependant que le disque pourrait dater du XIXe siècle.
Les doutes sur l'authenticité du disque s’appuient sur 4 éléments : 
- d'abord l'épaisseur du disque, trop faible pour avoir été manufacturée au second millénaire,
- l'absence en Crête du type d'argile ayant servi à sa réalisation,
- la régularité de la cuisson impossible à atteindre avec les fours de l'époque
- enfin la qualité des poinçons (régularité et finesse) au-delà des capacités des matériaux disponibles à l'époque.

Le modèle ayant inspiré cet artefact pourrait être le disque de Magliano découvert en Toscane dès 1882.
D'autres interrogations entourent sa découverte : 
- les conditions : le matin alors que la zone avait déjà été fouillée sans succès la veille,
- l'emplacement en bordure du site,
- la couche sédimentaire meuble non datée,
- l'état de conservation extraordinaire par rapport au milieu,
- la présence des Gilliéron (père et fils, artistes installés à Athènes souvent suspectés de faux) aux côtés de Luigi Pernier, etc.[10]

Eisenberg a souhaité procéder à des tests de thermoluminescence sur le disque afin de tenter de statuer de façon définitive sur l'âge du disque. Le musée archéologique d'Héraklion refuse à ce jour toute étude du disque en dehors de son caisson de verre dans lequel il est exposé, la raison invoquée étant la très grande fragilité du disque.,
Le questionnement sur l'authenticité fait l'objet d'un reportage vidéo sur Arte en 2016, on y retrouve Jérôme M Eisenberg.
La richesse et la qualité des objets exposés dans ce musée sont extraordinaires, cependant le disque demeure l'une sinon la principale attraction.

### Unicité

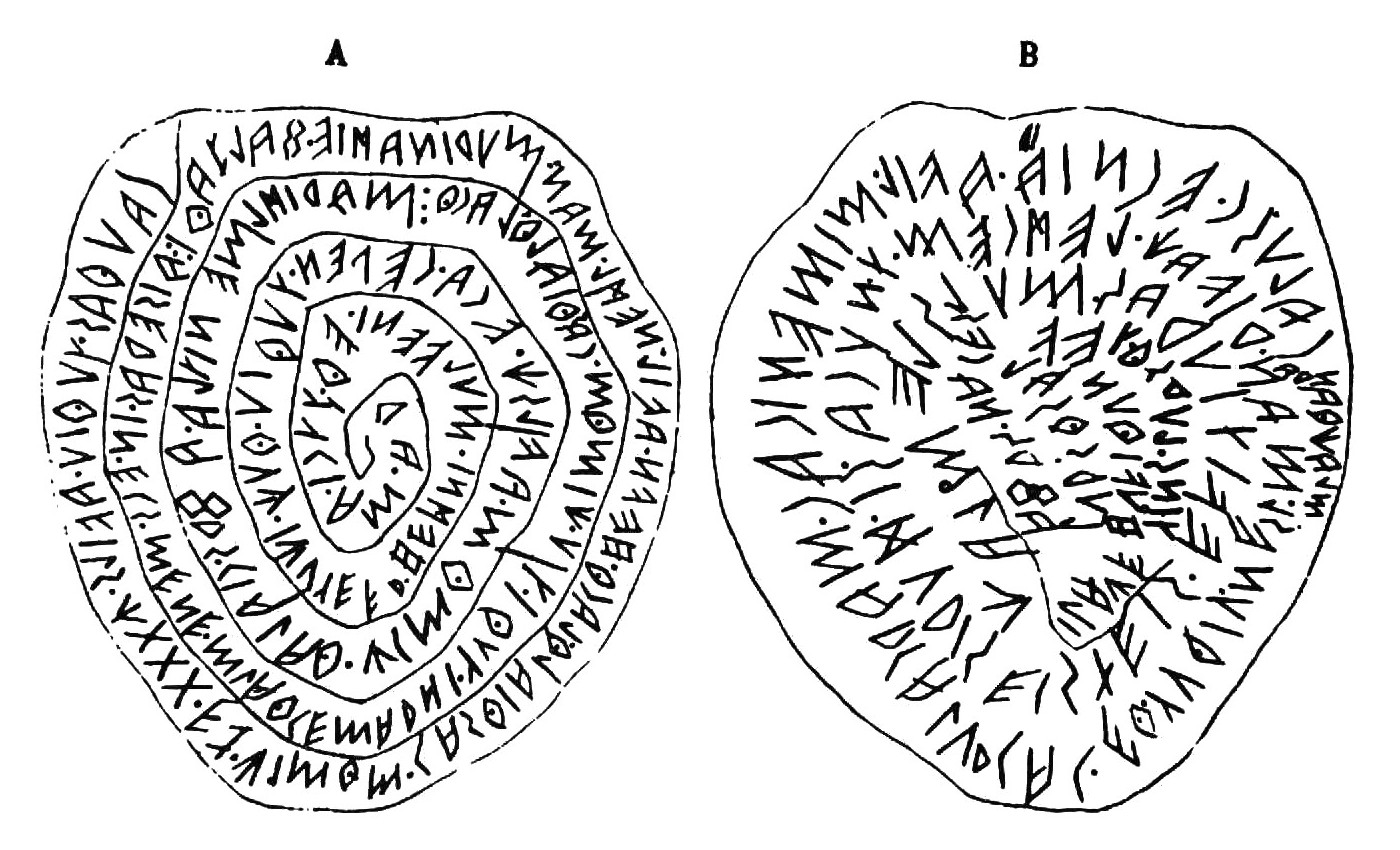
Le plomb de Magliano.

La plupart des archéologues qui ne remettent pas en cause l'antiquité du disque estiment qu'il ne s'agit probablement pas d'une œuvre unique. Ils pensent que d'autres réalisations avec ces symboles ont existé ; en effet, les caractères ne sont pas dessinés mais ont été imprimés à l'aide de tampons, ce qui n'est pas un moyen économique de produire un seul disque.
Deux objets ont particulièrement attiré l'attention des chercheurs par leur ressemblance avec le disque :
- La hache d'Arkalochori est une hache votive sur laquelle quinze symboles ont été gravés qui font penser à ceux que l'on retrouve sur le disque. Le signe qui présente une tête vue de profil () a été associé au signe 2 du disque et le signe du tronc avec rameau (), au signe 22. Il s'avère que les signes qui y sont gravés ne présentent qu'une ressemblance superficielle avec ceux du disque ; de plus, il est aujourd'hui communément admis qu'ils ne s'agit que de symboles décoratifs et non d'une écriture. Godart n'hésite pas à parler d'une œuvre effectuée par un minoen analphabète qui n'aurait fait qu'essayer de copier des caractères en linéaire A sans pouvoir donner une signification réelle à l'ensemble[12].
- Le disque de Vladikavkaz qui est un disque gravé de signes très proches de ceux de Phaistos, mais gravés à la main, aurait été découvert en 1992 en Ossétie, fait d'argile pure, de couleur marron clair, la marque d'une planche était encore visible au revers. Sur l'endroit du disque ont été tracés trois cercles concentriques qui divisent la surface du disque en quatre champs. Les champs sont recoupés par des lignes verticales et ainsi divisés en secteurs dans lesquels ont été tracés trois à cinq signes[13]. On suppose qu'il s'agit d'une écriture hiéroglyphique et que les secteurs correspondent à des mots. Contrairement au disque de Phaistos qui fut gravé sur les deux faces et à l'aide de poinçon, le disque de Vladikavkaz a été gravé à la main et sur une seule face. Mais pour la chercheuse Efi Polighianaki il ne fait aucun doute qu'un même système graphique a été utilisé pour les deux disques. D'ailleurs on trouve des signes identiques à ceux du disque de Phaistos. Il contient également des symboles différents, ce qui pourrait compléter les 45 symboles déjà connus sur le disque de Phaistos[14]. Néanmoins, la disparition de l'objet, qui suivit de peu la publication de l'article, soulève de sérieux doutes sur son authenticité. Il est généralement admis, et ce jusqu'à son éventuelle réapparition, que l'on ne peut le considérer comme une preuve de la non-unicité du disque.

D'autres objets, même s'ils n'ont pas autant de points communs que les deux précédents avec le disque, ont cependant fait l'objet de rapprochements avec le disque de Phaistos :
- la bague de Mavro spilio. Il s'agit d'un anneau en or trouvé dans une grotte près de Knossos par Arthur Evans. L'anneau porte une inscription en linéaire A de 19 signes. D'un diamètre de seulement 13 mm, la bague n'était sûrement pas prévue pour être portée. Comme pour le disque de Phaistos, la spirale a été tracée en premier, avant d'y graver les syllabogrammes.
- le disque de Magliano, un disque en plomb étrusque, beaucoup plus tardif que le disque de Phaistos mais dont la disposition n'est pas sans rappeler le disque.

Ainsi, à ce jour, le disque de Phaistos reste un hapax (ou unicum).

### Datation
Établir la datation d'un tel objet n'est pas simple. L'absence de matière organique ne permet pas la datation au carbone 14. Le disque ne contient pas en lui-même d'élément ou d'indices caractéristiques permettant sa datation par la mention d'une année, de noms ou de description d'un souverain. Deux techniques sont principalement utilisées. La première consiste à le mettre en relation avec des objets similaires datés de manière sûre ; c'est impossible, puisque cet objet est unique. La seconde se fonde sur l'âge de la strate où a été découvert l'objet. Cela est difficile, car celle-ci a été partiellement bouleversée au cours des ans. Le soir de la découverte du disque, le contremaître du chantier présenta à Pernier un panier plein de débris de céramiques retrouvés près du disque, y compris la tablette en linéaire A. C'est à partir de ces objets, que Pernier, qui n'avait pu assister à la découverte en personne, data le disque du minoen moyen III (-1700 à -1620). Evans fait la comparaison avec ses découvertes de Phaistos. Pour lui, les débris de céramique sont semblables à celle de Knossos de la fin de la période protopalatiale, et appartiennent à la même strate que l'alabastre sur lequel est mentionné le roi Khyan des Hyksôs. Evans date alors l'objet de -1600. Parmi les études plus récentes, Yves Duhoux, en 1977, conforte la vision d'Evans ou Pernier et date le disque de -1850 à -1600 à partir des rapports de fouilles de Pernier.
Cette hypothèse est toutefois contestée par certains à cause de l'absence de publication précise de la coupe stratigraphique et on avance parfois une autre date : le XIVe siècle avant notre ère qui est la date de l'abandon du site de Phaistos, comme le firent Jeppesen (1963), ou Best (2004) à partir de la tablette en linéaire A retrouvée avec le disque. Pour Louis Godart, si dans l'ensemble de son ouvrage il se cantonne à dire que le disque peut dater du IIe millénaire, il se risque cependant dans la conclusion à dater le disque dans une période de -1500 à -1200.
D'autres hypothèses ont parfois avancé des dates plus extrêmes. Ainsi, Victor J. Kean avance la date de -2100 et Kristian Jeppesen celle de -1100. Mais l'hypothèse de Jeppesen a sérieusement été mise en doute par Duhoux qui a montré en détail comment l'auteur danois a fondé son étude sur une erreur de traduction du rapport de fouille de Pernier. Quant à Kean, il n'apporte aucune preuve ou argument étayant sa thèse.
Selon les dires de Pernier, les restes de céramiques dataient en grande partie de la fin du minoen moyen, mais on comptait également une vingtaine de fragments de vases de Kamarès protopalatiale, un fragment de tasse conique d'argile rouge très fine, présentant un large bandeau peint autour de la lèvre et des bandes concentriques noires et datant sans doute de la période mycénienne. Enfin la présence de tessons hellénistiques signifie que les couches du petit compartiment ont probablement été bouleversées au cours des âges rendant difficile la datation exacte de l'objet.
Certaines méthodes comme la thermoluminescence permettraient peut être de dater avec certitude le disque mais la direction du musée d'Héraklion refuse pour l'instant toute étude à ce sujet,.

### Fabrication

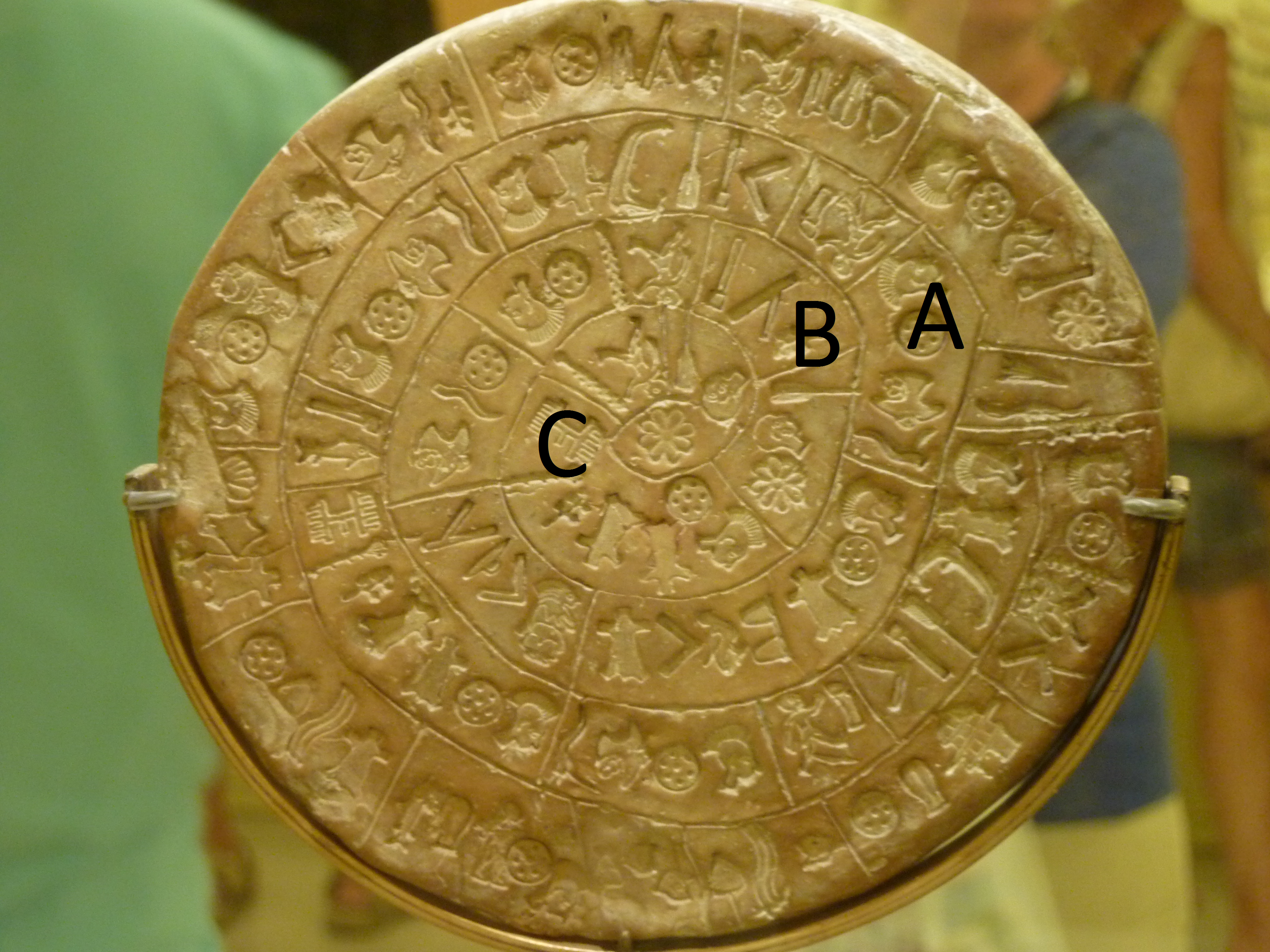

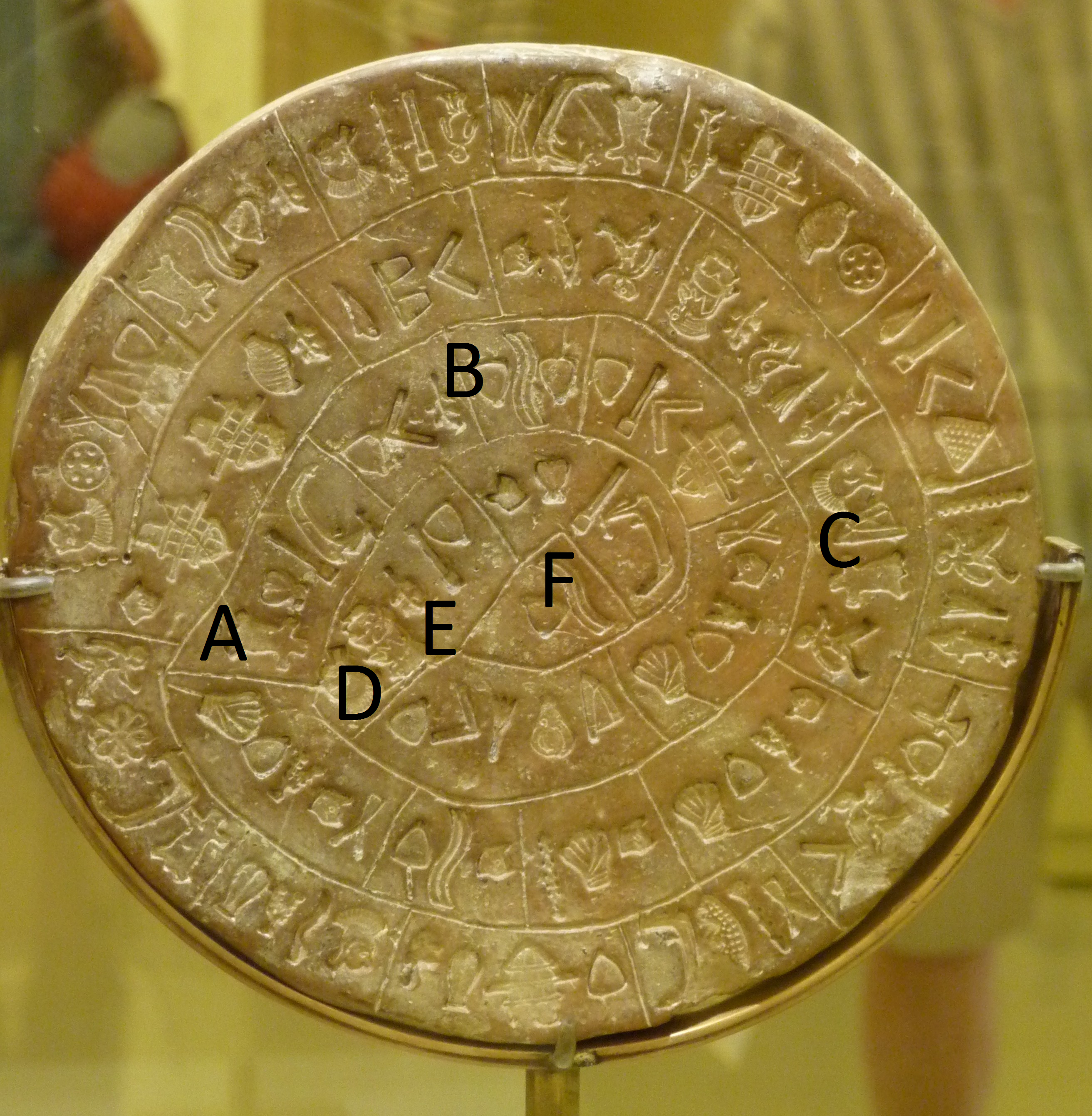

Le disque de Phaistos est fait d'une argile de qualité exceptionnelle, très épurée, d'un grain extrêmement fin, qui ressemble à celle utilisée pour les tasses minoennes,. L'objet a ensuite été cuit intentionnellement, et la cuisson, parfaite, a donné aux deux surfaces une couleur d'un brun doré.
Le disque n'est pas parfaitement rond : son diamètre varie de 158 à 165 mm et son épaisseur de 16 à 21 mm,. Les deux faces ne sont pas parfaitement planes. La face A présente une légère boursouflure tout le long de la circonférence, tandis qu'au centre de la face B on devine un léger gonflement. Cela signifie que le disque a été fabriqué à la main, par quelqu'un qui pressait, sur une surface plane, une boule d'argile qui était encore fraîche. Cette hypothèse est renforcée par la présence de légères fissures que l'on peut voir sur la tranche du disque.
La face A compte 123 signes répartis en 31 groupes, séparés les uns des autres par des lignes verticales. La face B présente de la même façon 119 signes répartis en 30 groupes. Le disque totalise donc 242 symboles répartis en 61 groupes de deux à sept signes chacun. On ne note que deux séquences identiques. Les caractères du disque ont été imprimés au moyen d'une série de 45 poinçons, un pour chaque signe différent. Le disque de Phaistos est donc l'attestation la plus ancienne à ce jour d'une inscription réalisée à l'aide de caractères mobiles utilisables à plusieurs reprises, anticipant de plusieurs millénaires l'invention de l'imprimerie.

#### Poinçons
Un tel travail que celui de la confection de ces poinçons laisse à penser qu'ils auraient servi plusieurs fois. D'autres textes doivent donc avoir été imprimés, aussi bien à l'aide de ces 45 poinçons qu'avec d'autres poinçons éventuels qui ne nous sont pas parvenus. Ces poinçons présentaient des images en relief dont les détails les plus minutieux étaient extraordinairement nets. Les figures étaient imprimées dans l'argile et étant donné qu'elles devaient servir à plusieurs inscriptions, elles devaient être réalisées dans un matériau résistant. Pour Pernier, ceux-ci devaient être de bois ou d'ivoire. Déjà Evans le contredisait et penchait plutôt pour du métal ou de la stéatite. Des études plus récentes excluent des matériaux du type bois dur, plomb, bronze, argent, ivoire ou même argile. Imprimer dans l'argile de façon répétée avec des poinçons réalisés dans ces matériaux les aurait vite émoussés. Deux hypothèses probables sont la pierre tendre mais surtout l'or.
La fabrication des poinçons a dû se faire à partir de moules en pierre dans lesquels on a coulé quelques gouttes d'or, de manière à obtenir l'image en relief du poinçon destiné à être imprimé dans l'argile. Le poinçon ainsi obtenu a sans doute été fixé à l'extrémité d'une petite tige en os, bois ou ivoire.

#### Tracé des lignes
Les deux faces sont couvertes de lignes incisées et de caractères imprimés dans l'argile molle. Les lignes ont été tracées à main levée avec une pointe ou un stylet affilé qui devait ressembler à ces stylets qu'utilisaient les scribes des documents en hiéroglyphique crétois, linéaire A ou B. Sur chacune des deux faces du disque la spirale a été tracée de la périphérie vers le centre. Luigi Pernier avait déjà remarqué qu'en observant les lignes, on pouvait noter de légères griffures provoquées par la pointe du stylet qui évoluait de la circonférence vers le centre. Godart ajoute que de petites boursouflures provoquées par le stylet confirment que les spirales ont été tracées de l'extérieur vers l'intérieur. On peut même arriver à déterminer le nombre de coups qui ont servi à tracer ces lignes. Sur la face A le scribe a tracé un premier trait, qui correspond à la première volute jusqu'au point A, avant de reprendre l'incision pour la seconde volute jusqu'au point B. À partir de là, le scribe a incisé un dernier petit trait réalisé en deux temps. Il a tracé la ligne de B à C puis a tourné à droite pour obtenir une sorte de demi cercle ouvert.
Sur la face B, la spirale est marquée de nombreux temps d'arrêt. Comme sur la face A, l'auteur a dû élever brusquement le trait pour tracer la seconde volute. Cette seconde volute a été tracée en deux fois pour arriver en D. La troisième volute arrive en E, de là l'auteur a tracé la dernière partie de la spirale en deux temps. D'abord il a tracé la ligne de E à F, ensuite, de F à l'extrémité de la spirale.
En procédant ainsi, il est probable que l'auteur du disque a tracé une première partie de la spirale et qu'à l'intérieur des sillons ainsi dessinés il a imprimé un certain nombre de groupes de signes ; après quoi il a tracé un autre segment de la spirale, a imprimé d'autres signes et ainsi de suite. De plus la forme irrégulière de la spirale au centre de la face B est dictée par la nécessité de remplir tout l'espace disponible qui restait à la disposition de l'auteur, ce qui indiquerait que ce dernier est arrivé au bout de son tracé. On peut affirmer que la partie supérieure de la spirale a été tracée avant que fussent imprimés les signes placés au-dessous car ceux-ci ont souvent coupé ou oblitéré le sillon supérieur de la spirale. Concernant les lignes verticales entre les groupes de signes, elles ont été faites après avoir imprimé un groupe et avant de passer au suivant. Preuve en est, cette ligne est parfois mordue par le signe suivant,.

## Inscriptions

### Sens de lecture
Devant un texte en langue inconnue, le spécialiste est confronté au sens dans lequel il doit lire le texte : soit de gauche à droite, de droite à gauche, ou en boustrophédon, comme c'est le cas sur la grande inscription de Gortyne  à quelques kilomètres à l'est de Phaistos et découverte en 1894 par Halbherr.
Contrairement à la spirale qui a été tracée de droite à gauche (ou de l'extérieur vers l'intérieur), Pernier et Evans pensaient que les signes devaient être lus du centre vers la circonférence,,. Leur hypothèse est fondée sur l'orientation des figures humaines représentées sur le disque. Les personnages représentés sont toujours de profil et leur regard est orienté vers la droite. Pernier et Evans suivaient ce regard et ont déduit un sens de lecture de gauche à droite,. Ronald Pestmal-Sainsauveur soutient lui aussi que la lecture des signes doit se faire de gauche à droite à partir d'une analyse statistique des deux sens de lecture.

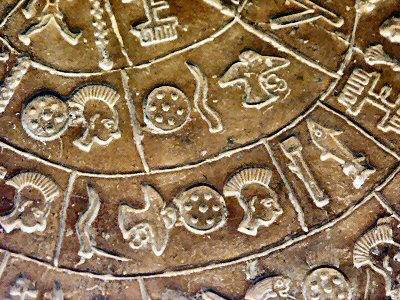

Alessandro Della Seta fournit plusieurs éléments en faveur de la thèse d'une lecture de droite à gauche. Pour Della Seta, l'auteur du disque est constamment préoccupé par la nécessité d'occuper le moins de place possible en largeur, un principe que l'on retrouve dans les hiéroglyphes égyptiens et c'est à lui que les scribes sacrifiaient parfois les règles orthographiques. Sur le disque de Phaistos, on y sacrifie, sinon l'orthographe, la position naturelle des êtres et des objets. Ainsi, le poisson est toujours disposé verticalement, l'oiseau au lieu d'avoir les pieds posés sur le sol est en oblique et la barque a la proue pointée vers le bas, sauf sur la face B en XIX car l'espace dont disposait l'auteur était suffisant pour lui permettre d'utiliser normalement les signes qui lui restaient.
La face A présente une spirale plus régulière que la face B. Ce fait peut être expliqué par une perte d'attention au fur et à mesure que l'auteur progresse. La face B indique donc clairement que celle-ci a été réalisée après la face A. Outre l'aspect de la spirale, l'impression des signes est également un indice. Les signes de la face B sont imprimés moins profondément que sur la face A. Cette fois, ce n'est pas imputable à une éventuelle perte de concentration de l'auteur, mais plutôt au soin apporté de ne pas abîmer la face A en enfonçant les poinçons sur la face B.
Enfin, le point final du texte devait certainement se trouver au centre de la face B. Arrivé à ce stade, l'auteur a disposé de suffisamment d'espace pour imprimer les derniers signes sans les serrer les uns aux autres, ni les juxtaposer les uns sous les autres comme il s'était astreint à le faire jusque-là.
L'impression de signes elle-même permet d'affirmer que l'auteur du disque imprimait ses caractères de droite à gauche. Certains signes ont frôlé ou oblitéré le signe voisin. Étant donné que c'est toujours le signe placé à gauche qui frôle ou oblitère celui de droite, il est clair que l'écriture procédait de droite à gauche,.
Ronald Pestmal-Sainsauveur affirme que le sens de lecture va de gauche à droite à partir d'une analyse statistique des deux sens de lectures.

### Signes
Le disque comporte 241 signes au total, dont 45 différents. Quantité de ces signes sont facilement identifiables comme objets courants. Pour 18 des groupes présents, un trait oblique a été écrit à la main sous son signe final (ou initial, selon le sens de la lecture). La signification de ces traits n'est pas connue. Par ailleurs, le disque porte des marques de corrections à plusieurs endroits.
Les signes ont été numérotés par Arthur Evans, de 01 à 45 ; cette numérotation étant une convention utilisée par la plupart des chercheurs. Certains signes rappellent des caractères du Linéaire A (Nahm, Timm). D'autres chercheurs (J. Best, S. Davis) trouvent des ressemblances avec les hiéroglyphes louvites, ou égyptiens (A. Cuny). De son côté, J. Faucounau a défendu dans ses livres sur le sujet la thèse d'une écriture particulière et éphémère, inspirée à un peuple proto-ionien établi dans une île du sud des Cyclades, par les hiéroglyphes d'Égypte.
Dans le tableau ci-dessous, les noms des signes sont en partie traduits depuis la version anglaise de cet article. Des différences peuvent donc exister avec les termes en usage dans la recherche francophone.
| N° | Signe | N° | Signe | N° | Signe | N° | Signe | N° | Signe |
| -- | ----- | -- | ----- | -- | ----- | -- | ----- | -- | ----- |
| 01 | 01    | 10 | 10    | 19 | 19    | 28 | 28    | 37 | 37    |
| 02 | 02    | 11 | 11    | 20 | 20    | 29 | 29    | 38 | 38    |
| 03 | 03    | 12 | 12    | 21 | 21    | 30 | 30    | 39 | 39    |
| 04 | 04    | 13 | 13    | 22 | 22    | 31 | 31    | 40 | 40    |
| 05 | 05    | 14 | 14    | 23 | 23    | 32 | 32    | 41 | 41    |
| 06 | 06    | 15 | 15    | 24 | 24    | 33 | 33    | 42 | 42    |
| 07 | 07    | 16 | 16    | 25 | 25    | 34 | 34    | 43 | 43    |
| 08 | 08    | 17 | 17    | 26 | 26    | 35 | 35    | 44 | 44    |
| 09 | 09    | 18 | 18    | 27 | 27    | 36 | 36    | 45 | 45    |

Les fréquences ci-dessus sont, par ordre décroissant :
19-18-17-15-12-11-11-11-11-7-6-6-6-6-6-6-5-5-5-4-4-4-4-4-4-3-3-3-2-2-2-2-2-2-2-2-1-1-1-1-1-1-1-1-1
Les neuf hapax sont 04 (A5), 05 (B3), 11 (A13), 15 (B8), 17 (A24), 30 (B27), 42 (B9), 43 (B4), 44 (A7). Parmi les huit signes apparaissant en double, quatre (03, 21, 28, 41) n'apparaissent que sur la face A, trois (09, 16, 20) n'apparaissent que sur la face B, tandis qu'un seul (14) est présent des deux côtés.

### Signes obliques
Le disque compte 17 signes obliques, incisés et non pas estampés, appelés virgules ou traits. Ils sont notés soit par un slash : /, soit par un +. Les traits sont toujours tracés sous le dernier signe d'un groupe, et plus ou moins inclinés selon l'espace resté libre entre le signe et le tracé inférieur de la spirale. On peut en déduire qu'ils ont été incisés après coup.
Le trait est apparié à 9 signes différents : 01, 05, 07, 08, 18, 26, 35, 38 et 43, qui se trouvent en position finale de 40 groupes.
Le 05 et le 43, qui sont des hapax, et le 26 dont toutes les occurrences sont suivies du trait, ne permettent pas de comparaison.
Les six autres signes : 01, 07, 08, 18, 35 et 38, sont tantôt isolés (23 cas) et tantôt associés avec un trait (12 cas). La fréquence moyenne d'association est donc légèrement supérieure au tiers (12/35 = 0,343). Mais d'un signe à l'autre elle est très variable, dans une proportion qui s'étale de 14 % pour le signe 35 jusqu'à 75 % pour le signe 08. L'accouplement signe-trait n'est donc ni récurrent ni systématique.
Le sens, le rôle et la fonction du trait restent inconnus. Ce coche n'a pas d'équivalent dans les autres systèmes crétois (hiéroglyphique, linéaires A & B). Deux hypothèses ont été avancées. Selon Yves Duhoux il s'agirait d'un signe de ponctuation indiquant la fin de versets. Le disque serait alors constitué de 17 versets articulés en quatre strophes dont la 2e et la 4e seraient rimantes. La seconde est qu'il s'agirait d'un diacritique, une indication de lecture, notant une modification de la syllabe finale. Les syllabaires simples comme celui, supposé, du disque ne peuvent pas en effet noter les consonnes finales. Le trait serait donc le moyen d'indiquer au lecteur que cette syllabe est, ou s'achève par, une consonne. Par exemple que do + doit être lue doS, doR… ou même D (voyelle morte).

### Description des signes

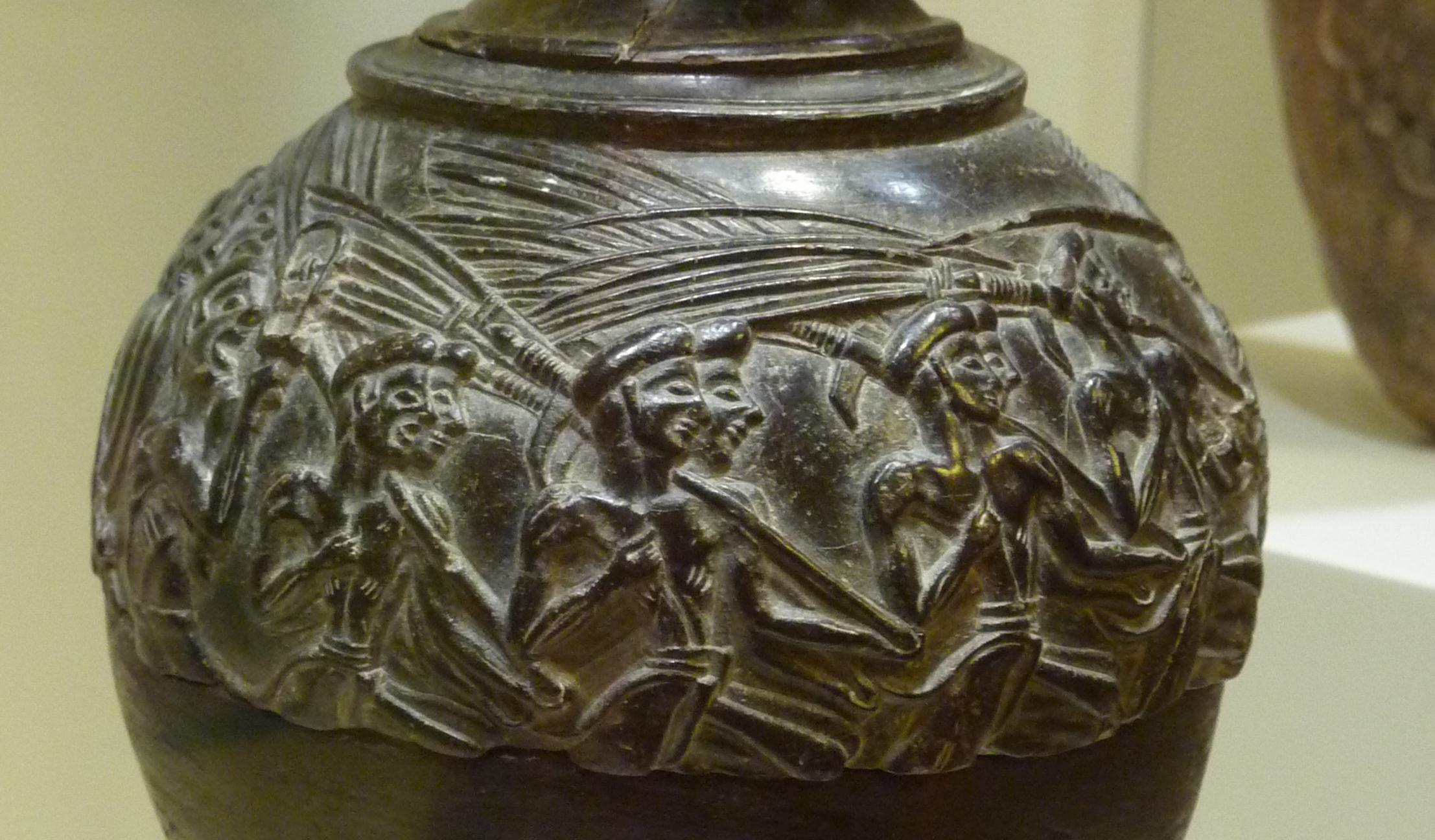
Vase des moissonneurs (détails).

- (11 occurrences) Ce signe représente un homme en train de marcher[37],[38], voire de courir[39]. L'homme porte un pagne qui arrive au-dessus du genou, parfois considéré comme attaché à une ceinture[37]. Aartun pense voir en cet habit le costume traditionnel des Crétois. Evans pense voir une crête sur le sommet du crâne, figurant un casque empanaché[40]. Les représentations de piétons sont courantes en linéaire A : ainsi on les retrouve dans des tablettes du premier palais de Phaistos, dans les couches du XVIIIe siècle avant notre ère. Des inscriptions analogues ont été découvertes à Aghia Triada, La Canée et Tylissos dans des documents du XVe siècle avant notre ère. Les individus représentés le sont souvent de manière très schématique et on ne discerne pas le type d'habillement qu'ils portent. Dans les documents où les scribes font un effort de réalisme, les tenues portées ne ressemblent pas à des pagnes mais portent de longues tuniques. Si l'on compare le marcheur du disque avec d'autres œuvres d'art, comme le vase des moissonneurs d'Aghia Triada, on ne retrouve pas plus le pagne du disque. Sur le vase, les personnages qui suivent le coryphée, lequel est vêtu d'un ample manteau, portent une bande de tissus qui fait le tour de la taille et passe à travers les jambes. Ce vêtement ressemble davantage à un slip qu'au pagne du disque. Les autres représentations connues d'hommes dans l'art minoen portent soit un slip du genre du vase des moissonneurs, soit une longue tunique comme on peut le voir sur le sarcophage d'Aghia Triada[41].

C'est davantage hors de Crète que l'on trouve des représentations ressemblant à ce pagne. Ainsi, les tributaires égéens qui sont représentés sur les tombes thébaines portent un pagne qui ressemble à celui du piéton. Sur les parois des grands vizirs de Thoutmôsis III, des dignitaires crétois portent des pagnes richement décorés. Ces pagnes sont de deux types : des pagnes associés à une sorte de devanteau indépendant du pagne lui-même, qui est attaché à la partie inférieure de la ceinture et qui probablement s'insérait entre les jambes, ou était attaché à une partie de pagne attaché entre les jambes. La seconde sorte de pagne est faite d'une pièce de tissu dont les extrémités se croisaient sur le ventre, de manière à libérer les jambes. C'est davantage ce type de pagne qui habille le piéton du disque. Dans la tombe d'un des vizirs, les pagnes présentant un devanteau ont été effacés et remplacés par un pagne fait d'un tissu dont les extrémités se croisaient sur le ventre. On arrive à dater cette modification vers -1470 à -1450, date qui correspond à l'arrivée des Mycéniens en Crète. Il est probable que leurs coutumes, en particulier en matière vestimentaire, aient été différentes des Minoens et que les peintres thébains aient noté ces différences. Le fait que le pagne du piéton ressemble au costume mycénien plutôt qu'à la mode minoenne pourrait constituer un élément en faveur de l'association du disque à la culture mycénienne,.
Le signe 01 se rapproche davantage de la tête en ivoire découverte à Knossos (M. R. I.), présentée dans l'ouvrage de Christian Zervos, Art de la Crète Néolithique et Minoenne, 1956.

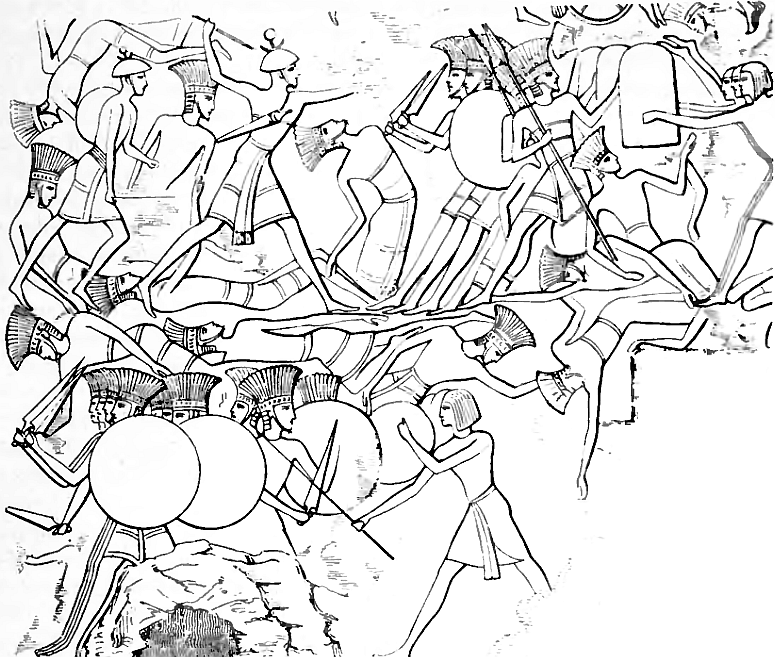
Combattants pelesets et tjekers d'après les bas-reliefs de Médinet Habou, armés de lances et épées.

- (19 occurrences) Ce signe est le plus utilisé du disque, mais aussi le plus controversé[38]. Pernier Evans ou Godart parlent d'un casque à plumes[40],[43]. La crête, qui repose directement sur un crâne rasé ne semble pas appartenir à un casque selon Dettmer et Davaras et pourrait représenter une coiffure. Déjà Evans soulignait que des individus portant un couvre-chef de ce genre sont représentés sur les parois du temple funéraire de Ramsès III à Médinet Habou. Après Evans, Hall rapprocha ce signe de la représentation d'un guerrier philistin. La présence de guerriers philistins à Phaistos pourrait confirmer la thèse selon laquelle le peuple philistin, venu de Lycie, se serait installé en Crète avant de se lancer à la conquête de l'Égypte et de refluer vers les cinq cités des Philistins en Palestine. Une inscription du temple de Médinet Habou, près de Louxor, parle de Peuples de la mer, qui font partie au XIIIe siècle av. J.-C. d'un ensemble de mouvements de population qui changent radicalement la physionomie de toute la région. Les Peuples de la mer sèment la terreur et la destruction dans une vaste zone géographique qui comprend l'Anatolie, les côtes syro-palestiniennes, l'Égypte, Chypre. Les peuples de la mer sont des personnages qui, pour les Égyptiens, venaient du nord, de peuples hétéroclites. Parmi les différents peuples en question, plusieurs peuvent nous intéresser par leur ressemblance avec le signe du disque de Phaistos. Tout d'abord les Dananéens, qui vivaient au nord d'Ougarit. Les reliefs de Médinet Habou montre ces Dananéens couverts d'un casque qui est fixé au moyen d'une courroie qui passe sous le menton. Ce casque est orné de plumes, d'herbes ou de crins qui s'ouvrent en panache. Outre les Dananéens, les Peleset et les Tjekker ont un casque de ce genre. Dès Champollion, les Peleset ont été identifiés comme étant les Philistins de la Bible. Selon la Bible, ces Philistins seraient originaires de Kaphtor, la Crète. Quant aux Tjekker, ils ont été mis en relation avec le nom de Teucros, fondateur légendaire de Salamine de Chypre[44].
- (2 occurrences) Ce signe représente la tête d'un homme chauve, ou peut-être portant un casque très moulant[40]. On peut voir une sorte de "8" gravé sous l'œil du personnage. Si Dettmer pense voir une double-boucle d'oreille minoenne, pour Godart et Pernier, il s'agirait d'un tatouage, leur argumentation reposant sur des occurrences d'un tel tatouage ou peinture dans l'art minoen.
- (1 occurrence) Homme nu ayant les deux mains liées derrière le dos. Selon Evans, il s'agit d'un prisonnier. Cette représentation de prisonnier ressemble à celle que l'on peut retrouver sur les monuments égyptiens, comme les prisonniers asiatiques vaincus par Séthi Ier et évoqués sur le grand temple d'Amon à Karnak. L'art minoen et mycénien ne nous ont laissé aucune autre représentation de prisonniers avec lesquelles il serait possible de comparer le signe 4[45]. Pour Dettmer, il s'agirait davantage d'un fermier semant des grains[43].
- (1 occurrence) Enfant mâle nu, chauve. Il existe des statuettes, entre autres en ivoire, d'enfants à la tête rasée dans le monde égéen qui ressemblent à ce signe[46]

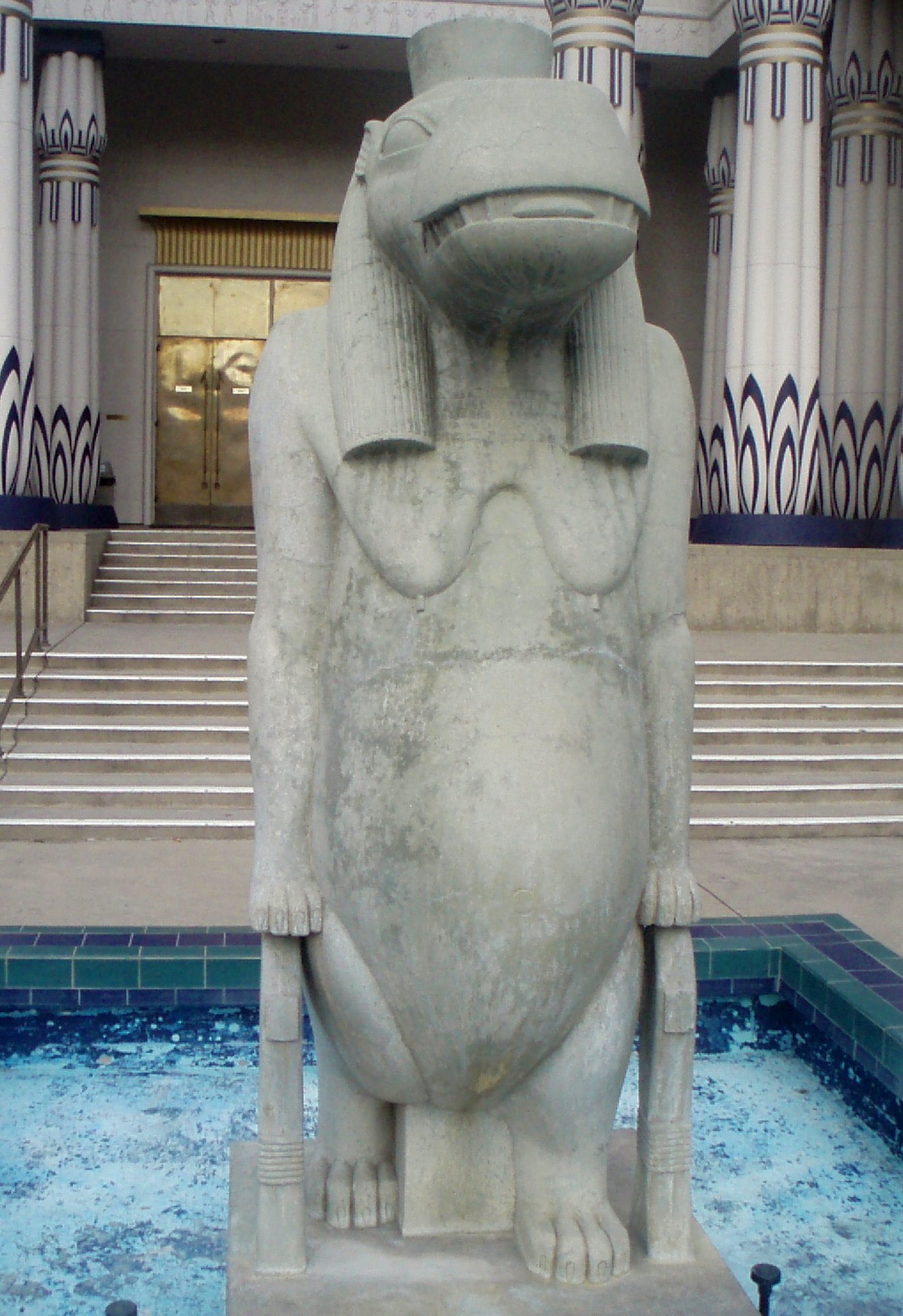
Statue représentant Taouret.

- (4 occurrences) Ce signe représente une femme aux seins nus qui porte une ceinture et une sorte de jupe à volants. Il se pourrait qu'un objet soit suspendu à sa ceinture. Pour Evans, la disposition des cheveux rappelle la chevelure des guerriers Sherden du temple de Ramsès III. Pour Evans, l'aspect du personnage contraste fortement avec le type physique minoen ou même mycénien. Il souligne entre autres que la poitrine tombante sur le signe contraste avec la poitrine triomphante de la déesse aux serpents de Knossos par exemple. Mais Godart rappelle que des représentations de femmes à la poitrine tombante sont attestées à Malia ou Phaistos. Une figurine en relief d'applique moulé est attestée sur un vase provenant de Malia et présente plusieurs points communs avec la figure du signe 6. Dans un cas comme dans l'autre, la figure est obtenue par impression dans l'argile. De plus, le visage et les seins de la femme de Malia ressemblent beaucoup à la femme du disque. Des statuettes de femmes trouvées par Doro Levi dans le premier palais de Phaistos (vers -1700) présentent également des caractéristiques similaires. Cette statuette correspondait probablement à la pointe d'un couvercle de récipient. La femme est accroupie, dans une position qui rappelle celle du lotus. Les traits du visage sont grotesques ; la face est triangulaire, le front plat presque horizontal et les oreilles pointues. La chevelure en calotte, si on la regarde de profil, ressemble à la chevelure de la femme représentée sur le disque de Phaistos. Enfin, les seins ont les mêmes caractéristiques que les seins de la figure 6.

Les partisans d'une origine non minoenne du disque ont également rapproché le signe 6 des représentations de la déesse Taouret ou Touéris, en Égypte.
- (18 occurrences) Sein de femme, symbole de fertilité (Evans), calotte (Pernier).
- (5 occurrences) Main gantée (Evans), gant de boxe (Godart).
- (2 occurrences) Une tiare (Evans). De nombreuses représentations montrent des divinités sur sceaux ou sur reliefs rupestres portant des tiares, comme dans le grand sanctuaire hittite de Yazılıkaya, qui remonte à la seconde moitié du XIIIe siècle avant notre ère, où les douze dieux représentés portent tous une tiare similaire au signe 9[47].
- (4 occurrences) Flèche. Ce type de projectile est attesté dans toutes les civilisations de la Méditerranée et il est difficile de l'associer à une région particulière. Le signe de la flèche existe en linéaire B, représenté de façon beaucoup plus sommaire, mais avec de nombreux points communs avec le signe 10 du disque. Ainsi, alors que dans les hiéroglyphies crétois les flèches crétoises sont des projectiles dotés d'une pointe puissante, les flèches du disque ou du linéaire B sont dépourvues de cet appendice. De plus, les ailerons des flèches, tant sur le disque que dans le linaire B sont semblables. Ainsi, l'idéogramme de la flèche du linéaire B est parfois considéré comme une transcription cursive de la flèche du disque de Phaistos[48]. Il est à noter que sur le disque, le signe de la flèche est toujours vertical, comme si elle semblait tirée depuis le centre vers l'extérieur. Le fait que la pointe ne soit pas représentée, est selon Dettmer, dû au fait que seule la partie en dehors du carquois est dessinée[49].
- (1 occurrence) Arc (asiatique selon certains) avec corde. Ce type d'arc est déjà attesté au début du minoen moyen[50].
- (17 occurrences) Ce signe représente un cercle avec sept points inscrits, dont un au centre, et six autres autour du premier. Il pourrait s'agir d'un bouclier rond (Evans, Godart), d'un bouclier carien (Kreschmer), d'un kernos (Pernier), de la coupe d'une racine de lotus (Videer). Le Vase 14 276, Cnossos, de l'époque des premiers palais, et de style de Kamáres, offre une impression similaire au signe 12.

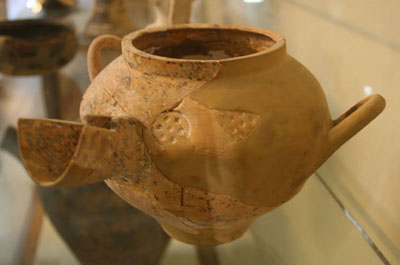
Vase de Cnossos, époque des premiers palais, style de Kamáres Vase 14 276 - Photo prise en 2006 au musée d'Héraklion.

- (6 occurrences) Sorte de massue plantée de clous. Selon la tradition, Héraklès avait une massue de ce type[51]. Pour Dettmer il s'agirait d'une plante, pour Olhenroth, un cyprès[49].
- (2 occurrences) Menottes (Evans), symbole de la montagne (Pernier), joug (Dettmer), seaux de procession pour offrandes votives tels que ceux du sarcophage d'Aghia Triada (-1400) (Philippe Plagnol)

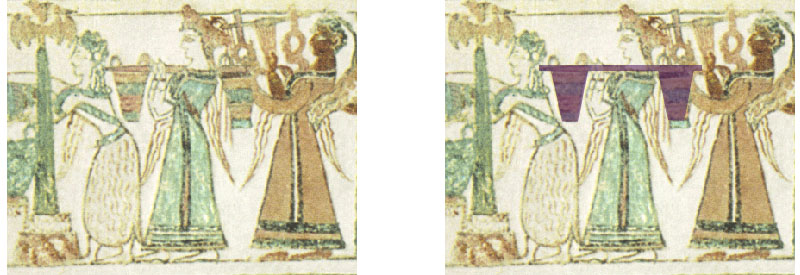
Sarcophage d’Haghia Triada, - Détail et comparaison avec le signe 14 du Disque de Phaistos.

- (1 occurrence) Piolet (Godart).
- (2 occurrences) Scie munie d'un manche recourbé (Godart).
- (1 occurrence) Lame pourvue d'un manche (selon Evans), couvercle (selon Godart).
- (12 occurrences) Équerre de menuisier (Evans, Godart), boomerang (Godart).
- (3 occurrences) Rabot (selon Godart), branche (selon Aartun), règle avec angle à 60 et 120 degrés.
- (2 occurrences) Pour Evans ce signe représentait un vase muni de son anse. On aurait pu voir cette dernière sur l'une des toutes premières photographies du disque et elle aurait été effacée lors du nettoyage de l'objet. Pour Godart, il représenterait davantage un coquillage, en particulier un triton. Le triton est souvent représenté dans l'art minoen, en particulier un triton en obsidienne brune tachetée de blanc et découvert à Aghia Triada[52]. Pour Plagnol, la forme du signe 20 rappelle l'abdomen et le dard d'un insecte tel qu'un papillon, on retrouve la même forme sur le papillon de Zakros (-1450).

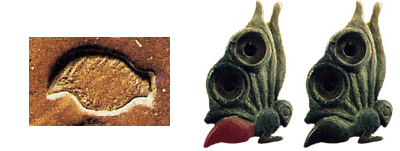
Signe 20 papillon Zakros.

- (2 occurrences) Un peigne ? Il existe une parenté incontestable entre le signe 21 et une des empreintes de sceaux imprimées dans les scellés qui proviennent des archives protopalatiales de Phaistos[53].
- (5 occurrences) Double-flûte (selon Evans), fronde (selon Godart).
- (11 occurrences) Colonne à chapiteau (Pernier), marteau (Evans), poinçon semblable à ceux utilisés pour la fabrication du disque (Dettmer).

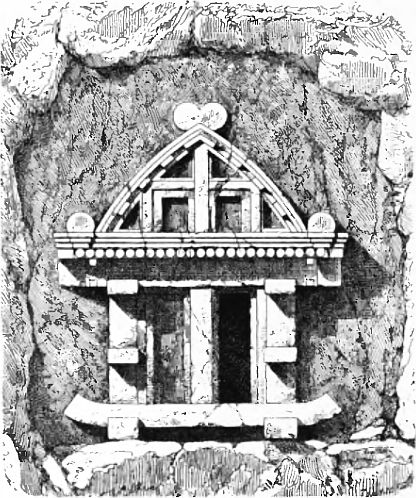
Tombe lycienne à Myra.

- (6 occurrences) Ce signe, considéré comme une maison par Dettmer et Aartun[54], et une pagode par Evans[55] est un des signes clés pour les partisans d'une origine non minoenne du disque. Déjà Pernier faisait une comparaison entre ce signe et les cabanes du pays de Pount, aujourd'hui en Somalie, sculptées sur les parois du temple de Deir el-Bahari, près de la vallée des Rois[56]. Les partisans d'une origine d'Asie mineure mettent en avant la ressemblance de ce signe avec des sarcophages lyciens et des tombes rupestres de la même région. Ainsi, la tombe de Myra, creusée dans le rocher, présente plus d'un point commun avec le signe 24. Des constructions de Pinara ressemblent aussi au profil du signe[53]. Il semble que le peuple lycien ait occupé l'angle sud-ouest de l'Anatolie, entre la Carie au nord-ouest et la Pamphylie au nord-est, au début du premier millénaire avant notre ère. Les Lyciens sont souvent associés aux Lukas des Peuples de la mer (voir signe 2). Outre le problème d'une éventuelle ressemblance avec les sarcophages lyciens, cette hypothèse se heurte donc à un souci d'ordre chronologique.

En 1963, Machteld J. Mellink, lors de la fouille d'une nécropole du bronze ancien à Karatas-Semayük, dans la plaine de Elmali, a découvert une tombe contenant un grand vase à l'intérieur duquel avaient été déposés les restes d'un mort. Certains dessins incisés sur le vase présentent des ressemblances avec le signe 24, et Mellink n'a pas hésité à faire le rapprochement. Cette fois encore, on se heurte à un problème de chronologie, car la sépulture fouillée par Mellink remonte au troisième millénaire avant notre ère et est donc, dans la meilleure des hypothèses, d'un demi-millénaire antérieure au disque de Phaistos.
Pour Schachermeyr, il s'agirait plutôt d'une litière comme on peut en voir sur des fresques minoennes. Ce qui donnerait à ce signe une origine toute minoenne. Godart, rapproche ce signe d'un idéogramme du linéaire B, et tout en attribuant une origine égéenne à ce symbole, trouve qu'il s'agit davantage d'une ruche,.

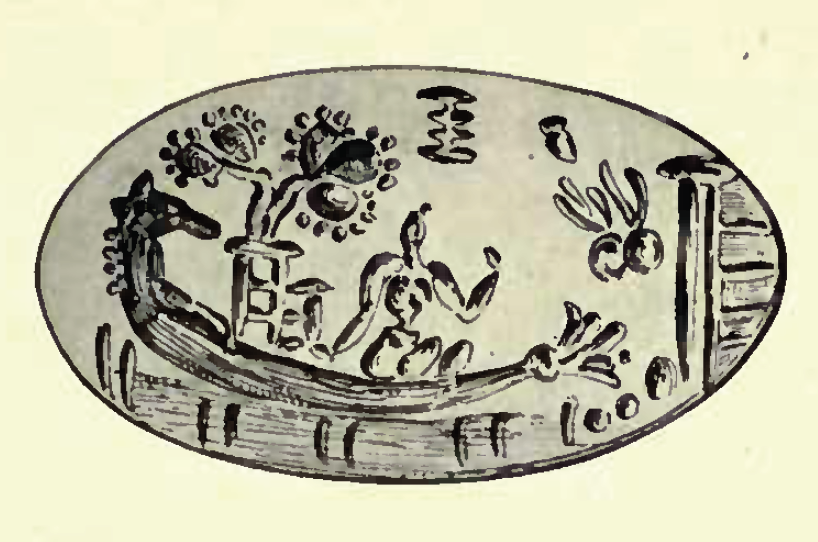
Bague de Mochlos.

- (7 occurrences) Ce signe représente un bateau, avec une flèche émergeant de la proue. L'embarcation a un rostre bien marqué et la poupe est surmontée par une décoration à trois feuilles. Evans a suggéré un parallélisme avec certains signes égyptiens remontant à l'Ancien Empire, voire à la période prédynastique. Certains symboles attachés à ce qui semble être les châteaux de proue des barques égyptiennes représentées sur une série de vases peints trouvés dans des tombes préhistoriques de Nagada, ont été rapprochés par Evans du signe du disque. Des tribus de pêcheurs égyptiens qui utilisaient ce type d'embarcation dans le delta du Nil auraient émigré vers les Cyclades au moment de la conquête de Ménès et l'unification de l'Égypte.

Cependant, la comparaison entre le signe du disque et les représentations de bateaux dans l'art minoen paraît beaucoup plus simple. L'absence de mâts est une des particularités du symbole du disque. Si dans les inscriptions en hiéroglyphes crétois, on note la présence de mâts sur les navires, on trouve en revanche des attestations de navires sans mâts dans des tablettes en linéaire A. Mais la comparaison la plus éloquente est celle que l'on peut faire avec la bague de Mochlos et qui date de -1450 environ. La présence sur la bague de Mochlos d'une embarcation identique à celle du disque plaide davantage en faveur d'une origine crétoise, ou tout du moins égéenne de ce type de bateau et constitue un argument de poids en faveur de l'origine égéenne du disque.
- (6 occurrences) Souvent interprété comme une corne. Aartun y voit plutôt une queue.
- (15 occurrences) Peau de vache (Evans, Godart) ou de chèvre (Dettmer).
- (2 occurrences) Le signe semble représenter une patte de taureau. Un sceau ayant la même forme a été découvert en 1992 à Apodoulou, dans une couche du premier palais (-1700). Cinq autres exemplaires de sceaux ont été découverts en forme de patte de taureau à Malia et Lenda[59]. Sur le disque, la patte est toujours représentée tournée vers le haut, et non vers le sol[60].
- (11 occurrences) Signe représentant la tête d'un animal. Un chat pour Godart, Evans, Olhenroth, un chien sauvage pour Dettmer, un bulldog pour Pernier)[61].
- (1 occurrence) Tête de bélier.
- (5 occurrences) Oiseau en vol. Le bec recourbé laisse penser qu'il s'agit d'un rapace. Il semble qu'il tienne quelque chose entre ses serres, peut-être un serpent.
- (3 occurrences) Pigeon ou colombe (Godart, Olhenroth, Evans), canard (Dettmer), oie (Aartun).
- (6 occurrences) Ce signe représente un poisson, toujours en position verticale. Pour Pernier, Evans ou Godart, il s'agirait même d'un thon. Pour Dettmer, l'analyse des nageoires et même de l'œil du poisson le font pencher pour un dauphin[61].
- (3 occurrences) La plupart des chercheurs s'accordent à penser qu'il s'agit d'une abeille, vue du dessus[55],[62]. Cependant, Dettmer s'interroge sur la simplicité graphique de ce signe comparé à la très grande attention aux insectes dans les représentations minoennes ou égyptiennes. Selon lui, il pourrait davantage s'agir d'une vache allongée sur le sol vue de dessus[61].
- (11 occurrences) Branche de platane (Pernier), chêne (Aartun)[61]. Evans est plus généraliste en désignant une branche[55]. Pour Godart il s'agit d'un arbuste[62]. Aartun y voit même un fruit[61].
- (4 occurrences) Branche d'olivier (Evans), arbuste (Olhenroth), pied de vigne (Godart, Dettmer), corail noir (Aartun).
- (4 occurrences) papyrus (Evans, Godart), lin (Dettmer), brin de paille (Aartun), lys (Olhenroth), roseau (Plagnol). La plante représentée ici est munie d’une longue tige sur laquelle sont disposées de façon alternée des feuilles fines et courbes. Elle se décompose en son sommet en filaments représentés par des traits et est couronnée de petites perles. Le papyrus possède une longue tige grêle portant au sommet une très grosse inflorescence légère et plumeuse en éventail. Les Égyptiens utilisaient le Cyperus papyrus. Cette inflorescence est d’une couleur jaune orangée et est représentée sur papyrus stylisé d’Akrotiri par une couronne de perles orangées. Ce qui sépare le signe 37 de cette représentation stylisée du papyrus, c’est la tige (dénudée sur le papyrus). On peut logiquement penser que la plante représentée par le signe 37 possède une grosse inflorescence très proche de celle du Papyrus... Le roseau commun possède des feuilles alternes, longuement effilées et pointues ainsi qu’une inflorescence composée de petits rameaux penchés sur lesquels s’attachent les épillets violacés.

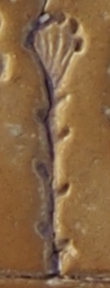
Détail du signe 37 du Disque de Phaistos montrant clairement la couronne de petites perles.

- (4 occurrences) Ce signe représente une rosette à huit pétales. Godart et Olhenroth appellent ce signe « rosette ». Aartun préfère l'appellation fleur[63]. Les représentations de rosettes sont fréquentes dans l'art minoen, et il existe un exemplaire de rosette imprimé sur un vase de Mallia identique à la rosette du disque[64].
- (4 occurrences) Safran (Pernier, Evans), écosse (Aartun), lys (Godart), crocus (Olhenroth)[63].
- (6 occurrences) La plupart des chercheurs ne s'avancent pas sur l'identification de ce signe[63]. Pour Godart il pourrait s'agir d'un « cul-de-bœuf »[64].
- (2 occurrences) Lingot de cuivre (Dettmer), os (Aartun), flûte (Godart).
- (1 occurrence) Scie (Dettmer), corail (Aartun), râpe (Godart).
- (1 occurrence) Ce signe est un triangle inversé dans lequel 27 points ont été gravés de gauche à droite. Sur chaque ligne on peut compter 7,6,5,5,3 et 1 point. Pour Godart, ce serait un filtre[65] ; pour Olhenroth un pubis de femme. Dettmer est également de cet avis, et ajoute l'hypothèse que les 27 points auraient peut-être pu être 28, ce qui aurait correspondu à un mois lunaire et ainsi relier ce symbole féminin à un contexte religieux[66].
- (1 occurrence) Si Evans se contente de qualifier ce signe de « figure énigmatique », pour Godart il pourrait s'agir d'un tranchet[65]. Pour Dettmer il s'agit davantage d'une peau de bœuf, alors que pour Aartun, ce serait une plante aquatique[66].

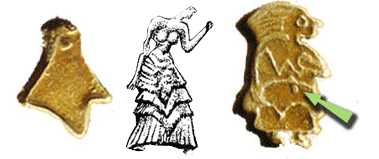
Correspondance entre le signe 44 du disque de Phaistos et la robe de la déesse.

Pour P. Plagnol, il s'agit d'une robe que l'on retrouve dans le signe 06 (le point a été reproduit) et dans la bague d'Isopata (exactement la même forme).
- (6 occurrences) Pour Pernier, ce signe représente l'eau ; pour Dettmer ce signe est également en lien avec l'eau et représenterait un courant, pour Olenroth une vague[66].

### Texte
Les 61 groupes (« mots ») se répartissent comme suit : 31 sur la face A et 30 sur la face B (numérotés de A1 à A31 et de B1 à B30, de l'extérieur vers l'intérieur), ici écrits de la même manière : le « casque à crête » se trouvant en début de mot. Les mots les plus courts sont composés de deux symboles, les deux plus longs en contiennent sept. Dix-sept des mots se terminent par un trait oblique, ici représenté par une barre oblique (/). La transcription commence avec la ligne verticale de cinq points, fait un tour du disque dans le sens des aiguilles d'une montre (13 mots face A, 12 mots face B) avant de continuer en spirale vers le centre (18 mots sur chaque face).
Les symboles apparaissent ci-dessous dans une orientation gauche-droite. Les visages humains et animaux regardent ainsi dans le sens opposé à la lecture (comme pour les hiéroglyphes égyptiens ou louvites) :
| (A1)  | (A2)  | (A3)  | (A4)     |
| (A5)  | (A6)  | (A7)  | (A8) [.] |
| (A9)  | (A10) | (A11) | (A12)    |
| (A13) | (A14) | (A15) | (A16)    |
| (A17) | (A18) | (A19) | (A20)    |
| (A21) | (A22) | (A23) | (A24)    |
| (A25) | (A26) | (A27) | (A28)    |
| (A29) | (A30) | (A31) |          |
| (B1)  | (B2)  | (B3)  | (B4)     |
| (B5)  | (B6)  | (B7)  | (B8)     |
| (B9)  | (B10) | (B11) | (B12)    |
| (B13) | (B14) | (B15) | (B16)    |
| (B17) | (B18) | (B19) | (B20)    |
| (B21) | (B22) | (B23) | (B24)    |
| (B25) | (B26) | (B27) | (B28)    |
| (B29) | (B30) |       |          |

Transcription numérique :

Face A :
02-12-13-01-18/  24-40-12  29-45-07/  29-29-34  02-12-04-40-33  27-45-07-12  27-44-08  02-12-06-18-?  31-26-35  02-12-41-19-35  01-41-40-07  02-12-32-23-38/  39-11
02-27-25-10-23-18  28-01/  02-12-31-26/  02-12-27-27-35-37-21  33-23  02-12-31-26/  02-27-25-10-23-18  28-01/  02-12-31-26/  02-12-27-14-32-18-27  06-18-17-19  31-26-12  02-12-13-01  23-19-35/  10-03-38  02-12-27-27-35-37-21  13-01  10-03-38
Face B :
02-12-22-40-07 27-45-07-35 02-37-23-05/ 22-25-27 33-24-20-12 16-23-18-43/ 13-01-39-33 15-07-13-01-18 22-37-42-25 07-24-40-35  02-26-36-40  27-25-38-01
29-24-24-20-35  16-14-18  29-33-01  06-35-32-39-33  02-09-27-01  29-36-07-08/  29-08-13  29-45-07/   22-29-36-07-08/  27-34-23-25  07-18-35  07-45-07/  07-23-18-24  22-29-36-07-08/   09-30-39-18-07  02-06-35-23-07  29-34-23-25  45-07/
Le « casque à crête » (02) n'apparaît qu'en début de mot, et dans 13 cas est suivi du « bouclier » (12).
La séquence de trois mots 02-27-25-10-23-18 28-01/ 02-12-31-26/ apparaît deux fois (A14-16 et A20-22). 02-12-31-26/ apparaît également une troisième fois (A19). De plus, quatre mots apparaissent deux fois chacun: 02-12-27-27-35-37-21 (A17, A29), 10-03-38 (A28, A31), 22-29-36-07-08/ (B21, B26) et 29-45-07/ (A3, B20).

### Corrections
L'auteur du disque a apporté un certain nombre de corrections à son texte. Ces corrections ont été effectuées en oblitérant avec la partie lisse du stylet, un ou plusieurs signes en les remplaçant par l, signes qui apparaissent dans la version définitive du texte. Alessandro Della Seta, en 1909, avait noté que le disque avait été corrigé en deux endroits ; et Ernst Grumach ajouta deux autres corrections en 1962. Jean-Pierre Olivier, en 1978 signala quatorze corrections, qui sont celles décrites ci-dessous.
| Emplacement | Commentaire |
| ----------- | --- |
| A I         | Les signes 2-12-13-1 sont imprimés sur d'autres signes effacés dont les traces sont trop incertaines pour permettre l'identification de l'ancien texte. Il n'est pas exclu que 37 ait été imprimé sous 2, et que 31 ait été imprimé sous 12-13. Sous le pied gauche du signe 1, on note un petit trait qui est sans doute ce qui reste du trait de séparation du groupe primitif. |
| A IV et A V | Tous les signes de A IV et les trois premiers de A V (2-12-4) sont imprimés sur un texte effacé. C'est la correction la plus importante de tout le disque fait partie de celles rapportées par Della Seta dès 1909. L'auteur a tout d'abord imprimé le groupe A IV, les trois premiers signes de A V et un certain nombre de signes suivants. Pour remplacer le premier signe de A V par trois signes, la solution choisie fut celle d'effacer le groupe précédent (A IV) afin de récupérer de la place. Il a donc réimprimé les signes de A IV plus à droite, avant le nouveau début de A V. On peut voir l'ancien trait de séparation de groupes sous le bouclier. Des traces d'un signe 34 sont visibles sous 2, et on peut voir les traces su second signe 29 original au-dessus et en dessous du 34 actuel. Contrairement à tout le reste du disque, cette réimpression s'est faite de la gauche vers la droite. |
| A VIII      | Le signe 12 a été imprimé sur un signe effacé. Les traces d'effacement ont débordé jusqu'à envahir en partie dans l'espace prévu pour le signe 6. Le signe n'ayant pas été affecté par ces débordements il a sans aucun doute été imprimé après la modification du texte par l'auteur. Sous le signe 12, c'est un signe 6 qui semble avoir été imprimé, ce qui pourrait signifié que l'auteur avait simplement oublié d'imprimer le signe du bouclier. Le dernier signe de A VIII n'a pas été effacé mais a sauté avec une mince pellicule d'argile. En tenant compte de l'espace et de l'aspect, les hypothèses les plus probables sont en faveur d'un signe 3 ou 20, et dans une moindre mesure 8 ou 44. |
| A X         | Les signes 2-35-41 (peut-être aussi 19) sont imprimés sur un texte effacé ; sous 2 et 19, l'identification de l'ancien texte n'est pas possible. Sous le signe 35, peut-être 41; sous le signe 41, peut-être 19. |
| A XII       | Le signe 12 est imprimé sur un texte effacé. Identification de l'ancien signe impossible. |
| A XVI       | Les signes 12-31 et peut-être 26 sont sur un texte effacé. Identifications des anciens signes impossible. |
| A XVII      | Le signe 27 pourrait avoir été imprimé sur un texte effacé. |
| A XXIX      | L'espace situé au-dessus de 27 semble avoir été effacé. |
| B I         | 12 et 22 sont sur deux textes effacés. Le premier est sans doute 23. |
| B III       | Peut-être un signe effacé sous 37. |
| B IV        | 22 et 25 sont imprimés par-dessus des signes identiques mais situés légèrement plus à droite. Olivier émet l'hypothèse que le scribe ait utilisé un repère en pointillé avant de passer à l'impression définitive. Il semble que les traces en question aient à peine effleuré l'argile. Il n'existe pas d'autres traces de ce genre sur les deux faces du disque. |
| B X         | 7-24-40 peut-être imprimés sur d'autres signes effacés avec soin. |
| B XIII      | Il existe une petite zone effacée entre 29 et le pourtour du disque. Peut-être un autre signe 29. |
| B XXVIII    | Ici, c'est le trait de séparation qui a été corrigé entre B XXVII et B XXVIII. |

## Déchiffrement

### Origine du disque
Le nombre de signes et la taille des mots font penser à une écriture syllabique. Il est probable qu'il s'agit d'un syllabaire "simple" notant des syllabes "ouvertes" (a, e, i… ba, be, bi…) et excluant les syllabes "fermées" (ab, eb... bab, beb…). Néanmoins nous en ignorons la taille réelle, et il reste possible qu'il s'étende au-delà de 45 signes. Les deux systèmes qui "encadrent" celui du disque : linéaire A et B incluent de nombreux logogrammes, des signes notant des mots : homme, olivier… et non pas des syllabes, et on ne peut donc pas exclure qu'il en soit de même pour le disque. Le texte ne semble pas contenir de nombres. Sept groupes sont répétés :
- 29 45 07 + en A3 et B20,
- 02 25 27 10 23 18 en A14 et A20,
- 28 01 + en A15 et A21
- 02 12 31 26 + en A16, A19 et A21,
- 02 12 27 27 35 37 21 en A17 et A29,
- 10 03 38 en A28 et A31,et enfin
- 22 29 36 07 08 + en B21 et B26.

Une suite de trois cases est répétée sur une face et trois cases identiques, ayant la même suite de signes, apparaissent dans le texte ; l'hypothèse qu'il s'agisse d'un nom propre ou de celui d'une divinité a été avancée, sans que d'autres éléments permettent d'invalider ou de corroborer cette hypothèse.
Diverses études détaillées ont par ailleurs été publiées, notamment celles de Louis Godart et d'Yves Duhoux, sans essai de déchiffrement, pour servir de référence (voir la bibliographie). À l'inverse des démarches comparatives qui essayent de rapprocher le texte du disque d'autres, Yves Duhoux a procédé à une analyse interne de celui-ci. À partir des récurrences, des régularités, des répétitions… il a essayé de mettre au jour les structures et les formes grammaticales propres à la langue écrite ainsi. Les limites de cette analyse se trouvent évidemment dans l'étroitesse de l'échantillon. Cependant, à partir de critères stricts de tri et de sélection, Y. Duhoux peut néanmoins inventorier:
1. 14 racines: 04 40 33, 06 18, 06 35, 13 01, 19 35, 23 18, 24 20, 24 40, 27 25, 29 36 07 08, 31 26, 34 23 25, 40 07, et 45 07,
2. 15 préfixes: 02-, 02 12-, 02 12 22-, 02 12 27-, 02 12 41-, 01 41-, 15 07-, 23-, 07-, 16-, 27-, 29-, 10-, 29 24-, et 22-,
3. 10 suffixes enfin: -18, -23 07, -32 39 33, -39 33, -12, -35, -17 19, -24, -43, et -38 01.

À côté des recherches d'homomorphismes une approche originale a été imaginée par Orazio Monti. Il compare la position à l'initiale, au milieu ou en finale des mots, l'alternance et les fréquences de sept signes du linéaire A et de sept autres du disque. Les concordances entre signes qu'il peut mettre ainsi en évidence sont assez étroites pour qu'il évoque la possibilité que les langues du linéaire A et du disque soient "étroitement apparentées ou même identiques", et il propose les identifications suivantes entre signes du disque et signes linéaire B :
- 02 = AB28 = i
- 07 = AB57 = ja
- 12 = ABO6 = na
- 18 = AB37 = ti
- 27 = AB59 = ta
- 29 = AB08 = a (avec réserve)
- 35 = AB24 = ne

De très nombreux essais de déchiffrement ont été proposés depuis la découverte du disque en 1908, partant de diverses hypothèses. Le disque a été ainsi supposé originaire de Crète, des Cyclades, d'Anatolie, de Chypre, de Rhodes, d'Égypte, d'Afrique, de l'Inde, de Chine et même d'une Atlantide. Il a été lu de droite à gauche, de gauche à droite, et même dans les deux sens à la fois. Les divers déchiffrements proposés ont supposé qu'il était écrit en grec (opinion majoritaire), en hittite, en louvite, en basque, en ancien égyptien, en sumérien, en latin, en germanique, et dans divers dialectes sémitiques. En désespoir de cause, certains auteurs ont supposé qu'il s'agissait d'un calendrier, d'une partition de musique, d'un document astronomique, d'un objet astrologique, ou même d'un faux. La quasi-totalité de ces déchiffrements ne sont validés que par leur seul auteur.
Un grand nombre de savants pensent toutefois qu'un déchiffrement crédible ne pourra pas être effectué tant que le disque restera un hapax.

### Liste de quelques déchiffrements proposés
De nombreux chercheurs ont proposé des tentatives de déchiffrement du disque. Leurs hypothèses peuvent être classées en catégories : les hypothèses linguistiques et celles qui pensent que le disque n'est pas un texte. Nous mettrons à part les hypothèses idéographiques, qui bien qu'elles suggèrent que les signes du disque forment un texte, son déchiffrement ne permettrait pas pour autant de comprendre la langue qui la compose.
Certaines de ces théories sont pseudoscientifiques, parfois ésotériques. Les linguistes sont sceptiques quant à la possibilité de déchiffrer le texte, qui pour eux n'est pas assez long et ne contient pas assez de caractères pour permettre un déchiffrement sans ambiguïté. Un consensus tend à penser qu'il s'agit d'un texte syllabique, peut-être mélangé à des idéogrammes, comme les écritures connues de l'époque : hiéroglyphe égyptien, hiéroglyphique hittite, linéaire B. Si certaines hypothèses tendent à rapprocher le disque de ces langues, d'autres penchent davantage en faveur de langues natives de Crète (linéaire A ou hiéroglyphique minoen), ainsi qu'en faveur d'une langue égéenne indépendante.

#### Hypothèses linguistiques

##### Grec
- George Hempl, 1911 (Grec ionien, écriture syllabique)
  - Face A en premier ; lecture vers l'intérieur
- Florence Stawell, 1911 (Grec homérique, écriture syllabique);
  - Face B en premier ; lecture vers l'intérieur
- Steven R. Fischer, 1988 (dialecte grec, écriture syllabique);
  - Face A en premier ; lecture vers l'intérieur[67]
- Derk Ohlenroth, 1996 (dialecte grec ; écriture alphabétique);
  - Face A en premier ; lecture vers l'extérieur ; de nombreux signes homophones
- Benjamin Schwarz, 1959 (Mycénien, écriture syllabique)
  - Face A en premier ; lecture vers l'intérieur.
  - Prend comme point de départ une comparaison avec le linéaire B.
- Adam Martin, 2000 (texte bilingue minoen-grec, écriture alphabétique)
  - lecture vers l'extérieur ;
  - La face A serait en grec, la B en minoen
- Kevin et Keith Massey, (déchiffrement partiel - dialecte grec, écriture syllabique)[68]
  - lecture vers l'extérieur

##### Proto-ionien
- Jean Faucounau, 1975 considère le texte comme une invention d'un peuple égéen, les proto-ioniens, qui auraient puisé l'idée à partir d'un texte syllabique égyptien de la VIe dynastie. Écriture syllabique.)
  - Face A en premier, lecture vers l'intérieur. Faucounau déchiffre un hymne à la gloire d'un certain Arion, fils d'Argos, destructeur de Iasos.
- Marco Corsini, 2008 (Proto-Ionien, écriture syllabique)
  - Face A en premier ; lecture vers l'extérieur ; déchiffre le texte comme décrivant l'apothéose de Rhadamanthe[69].
- Marco G. Corsini, 2010, Genesis du déchiffrement de l'écriture syllabique de Phaistos avec un résumé en anglais[70]

##### Louvite
- Winfried Achtenberg, 2004
  - Face A en premier ; lecture vers l'intérieur.
  - Propose une datation du XIVe siècle avant notre ère, sur la base de la tablette en linéaire A retrouvée avec le disque. Le texte proposé est un document de propriété en langue louvite, adressé à un certain na-sa-tu (Nestor) de hi-ya-wa (Ahhiyawa). Parmi les toponymes déchiffrés on trouve pa-ya-tu (Phaistos), ra-su-ta (Lasithi), mi-saru (Mesara), ku-na-sa (Knossos), sa3-har-wa (Scheria), ri-ti-na (Rhytion). On trouve également le nom i-du-ma-na (Idomène).

##### Hittite
- Hermann von Brauchitsch  (thèse recueillie par Michel Déon dans  Le rendez-vous de Patmos, Éditions Plon, 1965)
- Vladimir Georgiev, 1976, écriture syllabique
  - Face A en premier ; lecture vers l'extérieur

##### Hourrite
- Arnaud Fournet, propose un essai pratique prenant le hourrite comme langue X encodée dans le disque, sur la base d'une grille syllabique de 55 signes (11 séries et 5 voyelles) de type égéen ou chypriote.

Le processus de déchiffrement applique une approche descendante, qui s'efforce de nourrir le déchiffrement avec les contraintes internes du disque, au lieu d'être bloqué par elles. Le but de la première phase est de déterminer une structure syntaxique plausible du disque en s'appuyant sur la morphologie agglutinante du hourrite et sur sa phonologie. Le but de la deuxième phase est de remplir la structure syntaxique avec des lexèmes et de déterminer progressivement la grille syllabique la plus adéquate.
Par cette méthode, selon son auteur, hormis quelques sections sur la Face B, qui pourraient être des mots hourrites non-attestés, il est possible de créer une traduction cohérente du disque en utilisant le vocabulaire et la grammaire du hourrite.

##### Égyptien
- Albert Cuny, 1914, écriture syllabo-idéographique

##### Sémitique
- Kjell Aartun, 1992, écriture syllabique
  - Face A en premier, lecture vers l'extérieur
- Cyrus Herzl Gordon ;
- Jan G.P. Best.

##### Basque
- F. G. Gordon, 1931.

##### Atlante
- Friedhelm Will, 2000 (hypothèse d'une origine atlante)

#### Hypothèses idéographiques
- Paolo Ballotta, 1974
- Harald Haarmann, 1990

#### Hypothèses non-linguistiques
Le fait que les signes présents sur le disque n'aient pas été retrouvés ailleurs a incité certains chercheurs à réfuter l'hypothèse qu'il s'agisse d'un texte, basé sur un langage. Alfred Videer (2014) rappelle qu'une langue étant un moyen de communication, elle suppose un nombre suffisamment important de scripteurs/lecteurs pour que son apprentissage vaille la peine... L'absence d'autres traces écrites peut s'expliquer par leur totale destruction (alors qu'on trouve des traces de graphies autres et plus anciennes comme il est dit plus haut) ; ou par le fait qu'il ne s'agissait pas d'une langue, mais d'un code, accessible donc à un très petit nombre d'initiés, par exemple des prêtres, ou même des chœurs d'enfants pour Videer.[réf. nécessaire]

##### Calendrier
- Alan Butler, 1999 (calendrier à 366 jours)

##### Document astronomique
- Léon Pomerance, 1976
- Ole Haggen, 1988
- Hermann Wenzel, 1998
- Rosario Vieni, 2005

##### Jeu
- Peter Aleff, 1982 (jeu de l'oie ancien) ; Régine Lacroix-Neuberth, 1966 : jeu de l'oie ancien (Le Théatricule et le caleçon d'écailles, éditions du Centre expérimental de recherches de psychologie collective, p. 142).

##### Autre
- Pierre Édouard Aussant, Shény-ta, 1969. Médecine égyptienne en Crète minoenne à l'époque protopalatiale.

## Unicode
Le standard Unicode définit 46 caractères correspondant aux symboles du disque de Phaistos : les 45 signes et un trait oblique combinant. Ces caractères sont présents depuis la version 5.1 d'Unicode, en avril 2008. Ils sont assignés au bloc U+101D0 à U+101FF dans le plan multilingue complémentaire.
| #  | Image | Code    | Caractère | Nom                                         | Traduction              | Occurrences |
| -- | ----- | ------- | --------- | ------------------------------------------- | ----------------------- | ----------- |
| 01 |       | U+101D0 | 𐇐         | Phaistos disc sign pedestrian               | Piéton                  | 11          |
| 02 |       | U+101D1 | 𐇑         | Phaistos disc sign plumed head              | Tête à plumes           | 19          |
| 03 |       | U+101D2 | 𐇒         | Phaistos disc sign tattooed head            | Tête tatouée            | 2           |
| 04 |       | U+101D3 | 𐇓         | Phaistos disc sign captive                  | Captif                  | 1           |
| 05 |       | U+101D4 | 𐇔         | Phaistos disc sign child                    | Enfant                  | 1           |
| 06 |       | U+101D5 | 𐇕         | Phaistos disc sign woman                    | Femme                   | 4           |
| 07 |       | U+101D6 | 𐇖         | Phaistos disc sign helmet                   | Casque                  | 18          |
| 08 |       | U+101D7 | 𐇗         | Phaistos disc sign gauntlet                 | Gantelet                | 5           |
| 09 |       | U+101D8 | 𐇘         | Phaistos disc sign tiara                    | Tiare                   | 2           |
| 10 |       | U+101D9 | 𐇙         | Phaistos disc sign arrow                    | Flèche                  | 4           |
| 11 |       | U+101DA | 𐇚         | Phaistos disc sign bow                      | Arc                     | 1           |
| 12 |       | U+101DB | 𐇛         | Phaistos disc sign shield                   | Bouclier                | 17          |
| 13 |       | U+101DC | 𐇜         | Phaistos disc sign club                     | Gourdin                 | 6           |
| 14 |       | U+101DD | 𐇝         | Phaistos disc sign manacles                 | Menottes                | 2           |
| 15 |       | U+101DE | 𐇞         | Phaistos disc sign mattock                  | Pioche                  | 1           |
| 16 |       | U+101DF | 𐇟         | Phaistos disc sign saw                      | Scie                    | 2           |
| 17 |       | U+101E0 | 𐇠         | Phaistos disc sign lid                      | Couvercle               | 1           |
| 18 |       | U+101E1 | 𐇡         | Phaistos disc sign boomerang                | Boomerang               | 12          |
| 19 |       | U+101E2 | 𐇢         | Phaistos disc sign carpentry plane          | Rabot de menuisier      | 3           |
| 20 |       | U+101E3 | 𐇣         | Phaistos disc sign dolium                   | Dolium                  | 2           |
| 21 |       | U+101E4 | 𐇤         | Phaistos disc sign comb                     | Peigne                  | 2           |
| 22 |       | U+101E5 | 𐇥         | Phaistos disc sign sling                    | Fronde                  | 5           |
| 23 |       | U+101E6 | 𐇦         | Phaistos disc sign column                   | Colonne                 | 11          |
| 24 |       | U+101E7 | 𐇧         | Phaistos disc sign beehive                  | Ruche                   | 6           |
| 25 |       | U+101E8 | 𐇨         | Phaistos disc sign ship                     | Bateau                  | 7           |
| 26 |       | U+101E9 | 𐇩         | Phaistos disc sign horn                     | Corne                   | 6           |
| 27 |       | U+101EA | 𐇪         | Phaistos disc sign hide                     | Peau                    | 15          |
| 28 |       | U+101EB | 𐇫         | Phaistos disc sign bulls leg                | Jambe de taureau        | 2           |
| 29 |       | U+101EC | 𐇬         | Phaistos disc sign cat                      | Chat                    | 11          |
| 30 |       | U+101ED | 𐇭         | Phaistos disc sign ram                      | Bélier                  | 1           |
| 31 |       | U+101EE | 𐇮         | Phaistos disc sign eagle                    | Aigle                   | 5           |
| 32 |       | U+101EF | 𐇯         | Phaistos disc sign dove                     | Colombe                 | 3           |
| 33 |       | U+101F0 | 𐇰         | Phaistos disc sign tunny                    | Thon                    | 6           |
| 34 |       | U+101F1 | 𐇱         | Phaistos disc sign bee                      | Abeille                 | 3           |
| 35 |       | U+101F2 | 𐇲         | Phaistos disc sign plane tree               | Platane                 | 11          |
| 36 |       | U+101F3 | 𐇳         | Phaistos disc sign vine                     | Vigne                   | 4           |
| 37 |       | U+101F4 | 𐇴         | Phaistos disc sign papyrus                  | Papyrus                 | 4           |
| 38 |       | U+101F5 | 𐇵         | Phaistos disc sign rosette                  | Rosette                 | 4           |
| 39 |       | U+101F6 | 𐇶         | Phaistos disc sign lily                     | Lys                     | 4           |
| 40 |       | U+101F7 | 𐇷         | Phaistos disc sign ox back                  | Arrière de bœuf         | 6           |
| 41 |       | U+101F8 | 𐇸         | Phaistos disc sign flute                    | Flûte                   | 2           |
| 42 |       | U+101F9 | 𐇹         | Phaistos disc sign grater                   | Râpe                    | 1           |
| 43 |       | U+101FA | 𐇺         | Phaistos disc sign strainer                 | Passoire                | 1           |
| 44 |       | U+101FB | 𐇻         | Phaistos disc sign small axe                | Petite hache            | 1           |
| 45 |       | U+101FC | 𐇼         | Phaistos disc sign wavy band                | Bande ondulée           | 6           |
|    |       | U+101FD | ◌𐇽         | Phaistos disc sign combining oblique stroke | Trait oblique combinant |             |

## Sources et bibliographie

#### Ouvrages généraux
- (en) Thomas Balistier, The Phaistos Disc : An Account of Its Unsolved Mystery, Washington, 2000, 111 p. (ISBN 978-3-9806168-0-5)
- Larissa Bonfante, John Chadwick, B. F. Cook, W. V. Davies, John F. Haley, J. T. Hooker et C. B. F. Walker, La Naissance des écritures, du cunéiforme à l'alphabet, Paris, Seuil, 1994, 503 p. (ISBN 978-2-02-033453-2)
- (en) Graham Campbell-Dunn, Who were the Minoans? : An African Answer, Authorhouse, 2006, 254 p. (ISBN 978-1-4259-2007-4)
- Yves Duhoux, Le Disque de Phaestos, Louvain, Éditions Peeters, 1977 (ISBN 978-2-8017-0064-8)
- (en) Jérôme Eisenberg, « The Phaistos Disk: one hundred year old hoax? », Minerva,‎ juillet/août 2008, p. 9-24
- (en) Jérôme Eisenberg, « Phaistos Disk: A 100-Year-Old Hoax? Addenda, Corrigenda, and Comments », Minerva,‎ septembre/octobre 2008, p. 15-16
- (en) Arthur Evans, Scripta Minoa, the written documents of Minoan Crete, with special reference to the archives of Knossos, Classic Books, 1909 (ISBN 0-7426-4005-1)
- Jean Faucounau, Le Déchiffrement du disque de Phaistos : preuves et conséquences, Paris, L'Harmattan, 1999, 192 p. (ISBN 978-2-7384-7703-3, lire en ligne)
- Paul Faure, « Tourne disque, l'énigme du disque de Phaistos », Notre histoire, no 213,‎ octobre 2003, p. 56-58
- Arnaud Fournet, The Phaistos Disc and Hurrian, S.l., The BookEdition.com, s.d. (ISBN 979-10-92354-23-2)
- Louis Godart, Le Disque de Phaistos : l'énigme d'une écriture, Itanos, 1995, 168 p. (ISBN 978-960-7549-04-4)
- (en) Ole Hagen, The Phaistos Disc alias the Minoan Calendar, 1st Books Library, 2001, 116 p. (ISBN 978-0-7596-1132-0)
- (en) Vladimir Alexandrovitch Kouznetsov, Une énigme archéologique du Caucase septentrionale
- (it) Luigi Pernier, « Il Disco di Phaestos, con caraterri pittografici », Ausonia,‎ 1908, p. 255-290
- Alfred Videer, À l'écoute du disque de Phaistos, Tusson, Du Lérot, 2014, 83 p. (ISBN 978-2-35548-091-1)
- Alfred Videer, À l'écoute du disque de Phaistos, Tusson, Du Lérot, 2014, 83 p. (ISBN 978-2-35548-091-1)
- (fr) Ronald Pestmal-Sainsauveur, Code Phaistos - Nouvelle approche de l'écriture et de la langue du disque de Phaistos, Feuille Songe, 2016  (ISBN 9791096741014)

#### Articles
- (de) Kjell Aartul, Die minoische Schrift : Sprache und Texte, vol. 1, Wiesbaden, Otto Harrassowitz, 1992, 978-3447032735 p., « Der Diskos von Phaistos; Die beschriftete Bronzeaxt; Die Inschrift der Taragona-tafel »
- (en) Winfried Achterberg, Jan Best, Kees Enzler, Lia Rietveld et Fred Woudhuizen, « The Phaistos Disc: A Luwian Letter to Nestor », Publications of the Henry Frankfort Foundation vol XIII, Dutch Archeological and Historical Society, Amsterdam,‎ 2004
- Jean Faucounau, Le déchiffrement du disque de Phaïstos : preuves et conséquences, Paris, L'Harmattan, 1999, 192 p. (ISBN 978-2-7384-7703-3, lire en ligne)
- Jacques Jarry, « Réflexions sur le disque de Phaistos », Bulletin de l'Association Guillaume Budé, Paris,‎ juin 1978, p. 146–152 (lire en ligne)
- Jean Faucounau, Les Proto-Ioniens : histoire d'un peuple oublié, Paris, L'Harmattan, 2001, 155 p. (ISBN 978-2-7475-2427-8, lire en ligne)
- (en) Steven R. Fischer, Evidence for Hellenic Dialect in the Phaistos Disk, Herbert Lang, 1988, 115 p. (ISBN 3-261-03703-2)
- (de) Axel Hausmann, Der Diskus von Phaistos. Ein Dokument aus Atlantis, BoD GmbH, 2002, 265 p. (ISBN 3-8311-4548-2)
- George Hempl, « The Solving of an Ancient Riddle: Ionic Greek before Homer », Harper's Monthly Magazine, vol. 122, no 728,‎ janvier 1911, p. 187–198
- (de) Adam Martin, Der Diskos von Phaistos : ein zweisprachiges Dokument geschrieben in einer frühgriechischen Alphabetschrift, Ludwig Auer Verlag, 2000 (ISBN 3-9807169-1-0)
- (de) Derk Ohlenroth, Das Abaton des lykäischen Zeus und der Hain der Elaia : Zum Diskos von Phaistos und zur frühen griechischen Schriftkultur, M. Niemeyer, 1996 (ISBN 3-484-80008-9)
- (el) Efi Polygiannakis, Ο Δισκος της Φαιστού Μιλάει Ελληνικά, Athènes, Georgiadis
- (en) Léon Pomerance, The Phaistos Disk : An Interpretation of Astronomical Symbols, Göteborg, Paul Astroms forlag, 1976
- (en) Philippe Plagnol, « Décodez une écriture inconnue », Horoscope, no 673,‎ avril 2006, p. 66-71
- (en) Andrew Robinson, « The Phaistos code: Write only », Nature,‎ 2008 (DOI 10.1038/453990a)
- (de) Timm Torsten, « Der Diskos von Phaistos - Anmerkungen zur Deutung und Textstruktur », Indogermanische Forschungen, vol. 109,‎ 2004, p. 214-231